# DEATHTOPIA
『DEATHTOPIA』（デストピア）は、山田恵庸による日本の漫画作品。『イブニング』（講談社）にて、2014年10号から2017年1号まで連載された。単行本はイブニングKC全8巻。

## 概要
作者が『週刊少年マガジン』（講談社）で連載していた『CHARON』の連載終了から4か月後に『イブニング』へ移籍し、連載が開始された。交通事故の影響で眼に特殊な力を宿した主人公と、彼の前へ現れた謎の美女3人組の視点から、シリアルキラーたちの脅威に立ち向かうサスペンス調の物語や、それにまつわる異能の力、そして物語が進むにつれ、自分の意のままの新世界を創造しようと暗躍している黒幕の野望が描かれるが、そこには過去作品の『エデンの檻』『CHARON』にも盛り込まれたアクション描写やそれら以上に過激な人体損壊を伴うグロテスク描写に加え、青年誌ならではの美女たちによるセクシー描写が盛り込まれている。
作者のこだわりの1つであるSF的要素については、連載開始当初は異能の設定だけにとどまっていたが、後にはそれらが未知のウイルスによるものという、ウイルス進化説を設定に採用したことが明かされている。
タイトル名のデストピア（暗黒郷）はユートピア（理想郷）の正反対の社会を意味する英語の語句であり、作中にもそれを挙げるシーンが存在する。
作中の舞台や背景として、主人公たち主要人物が集う警視庁庁舎をはじめ、第1話では練馬区栄町や新宿区歌舞伎町、第2話では東京ドームシティのラクーアやビッグ・オー（名称やロゴデザインは一部変更）、第3話では西武池袋線の小手指駅行き30000系電車、第7話ではQVCマリンフィールド（セ・パ交流戦に訪れていた横浜DeNAベイスターズの応援歌も含め、著作権表示付きの実名）、第14話では東京国際空港、第51話では味の素スタジアムなど、関東地方の各所が登場している。
作者の過去作品からのスター・システム要素は本作にも盛り込まれており、『EX 少年漂流』からは暁源三が刑事、『エデンの檻』からは真理谷四郎と彼の姉に加えて操栖モトコがモブキャラクター、九重右弦が刑事、大森夏奈子が九重の妻、左治一馬が主人公の友人、林西トオルが敵の一員、高橋あすかが看護師、松本美智香が警視庁庁舎の受付嬢、鈴木綾一が敵の雑兵、『CHARON』からは福寿幸と桜川円が地下アイドルという役回りを与えられてそれぞれ登場している。

## プロモーション
第1話は、『イブニング』の「春の5大新連載」の第1弾として2014年10号の表紙+巻頭カラー4ページ+モノクロ55ページという待遇での開始を経て、講談社のモーニング・アフタヌーン・イブニング合同Webコミックサイト『モアイ』で無料公開された。その後、好評を得て同年7月に単行本第1巻が発売される際には発売記念フェアが開催され、同巻の直接の続きでもある第7話が同年16号の表紙+巻中カラーを飾った。同巻は主だったランキングの上位へランクインこそしなかったものの売れ続け、同年8月31日には重版が決定した。これを記念し、同年21号には第12話と第13話が同時掲載された。
2014年11月に単行本第2巻が発売される際にも発売記念フェアが開催された。それに際し、紀伊國屋書店では新宿本店限定で同巻に限定ペーパーを封入する、店内に作者の直筆サイン色紙を展示するなどのフェアが、発売日である同年11月21日から12月12日まで開催されたうえ、発売日当日には作中に登場する小道具をあしらった展示も実施された。また、同時期放送のテレビアニメ『蟲師 続章』の放送枠では同巻のCMが放送された。そのほか、一部書店向けにキャラクター別のミニポスターも制作されたうえ、東京臨海高速鉄道りんかい線の国際展示場駅では同年12月24日から12月30日まで本作の宣伝ポスターが構内に掲示された。
2015年2月に単行本第3巻が発売される際にも発売記念フェアが開催された。それに際し、紀伊國屋書店では新宿本店限定で第2巻と同様のフェアが、発売日である2月23日から同年3月15日まで開催された。また、同時期放送のテレビアニメ『純潔のマリア』の放送枠では第3巻のCMが放送されたほか、同巻の帯にはオリジナルグッズプレゼント企画の応募券が付属した。『イブニング』の同年7号では、作者の描き下ろしによる同巻着せ替えカバーの応募者全員プレゼント企画が実施された。
2015年6月に単行本第4巻が発売される際にも発売記念フェアが開催された。同日に発売された『イブニング』の同年14号では本作が表紙を飾ったうえ、作者の描き下ろしによる同巻着せ替えカバーの応募者全員プレゼント企画が実施された。その後、発売から1か月足らずの同年7月17日には緊急重版が決定した。
2015年7月23日には、『いぬやしき』と『累』の新刊発売を記念した無料電子書籍『いぬやしき vs. 累 特別無料マガジン』に第1話が収録された。
2015年10月には、単行本第5巻が通常版とは別に40ページのイラスト集付き特装版も発売された。それに先んじて『イブニング』の同年21号では本作が表紙を飾ったうえ、作者の描き下ろしによる同巻着せ替えカバーの応募者全員プレゼント企画が実施された。また、書泉では複製原画の展示や抽選でのプレゼントなど、発売記念フェアが発売日である10月23日から同年11月23日まで開催された。それに加え、発売日にはTOKYO MXの情報番組『5時に夢中!』で同巻が紹介された。
2016年3月に単行本第6巻が発売される際には、それに先んじて『イブニング』の同年5号で本作が表紙を飾ったうえ、同年6号掲載の第47話の扉絵と作者の描き下ろしによる同巻着せ替えカバーの応募者全員プレゼント企画が実施された。また、同年7号では第1巻から第5巻までの全巻重版が決定したことや、第6巻でサイン入り複製原画かクリアファイルが抽選で66名に当たる大感謝祭が開催されることが発表された。発売当日にはそれらの絵柄が発表されたことに加え、電子書籍版にも一部店舗では独自の描き下ろしイラストが期間限定購入特典として添付された。
2016年5月10日には、TBSのテレビドラマ『重版出来!』第5話に本作が「表紙が暗色系の漫画」の1つとして、『BLUE GIANT』、『亜人』、『お前はまだグンマを知らない』、『カイジ』、『辺獄のシュヴェスタ』、『白暮のクロニクル』、『アイアムアヒーロー』と共に登場している。
2016年7月に単行本第7巻が発売される際には、直筆サイン色紙かアクリルキーホルダーが抽選で合計55名に当たる「激アツ応援大感謝プレゼント」が開催された。
2016年12月に単行本第8巻が発売される際には、『週刊少年マガジン』2017年2・3合併号347ページに本作の広告が掲載された。ポストカードブック付き特装版には、『エデンの檻』とのコラボレーションイラストも描き下ろされている。

## ストーリー

### 第1巻
ある日、ひき逃げ事故に遭った青年・藤村洸ことコウは入院中、美女・ローラに絞殺されかけたところ、謎の美女3人組による介入で難を逃れる。コウの妹・藤村ひなたが駆けつけるが、警察の捜査は打ち切られる。
退院日、事故以前よりも回復した視力に喜んだコウは、群衆の顔へ奇妙な眼が浮かぶ「黒い影のようなもの」（ノイズ）を見てしまう。謎の美女3人組にローラの正体がシリアルキラー・切嶋カレンと説明されたコウは、「ノイズ」を持つ男性を尾行して入った一軒家で家人たちの斬殺死体を目撃し、尾行相手・リッパーの犯行現場を警察へ通報するが、チンピラたちにワンボックスカーへ拉致される。
そこで「ノイズ」を持つカレンがコウを絞殺しかけたところ、謎の美女3人組は乗っていた自動車を激突させ、如月結衣がコウの保護やチンピラたちの確保を、八神早希と星宮舞夜がカレンの追跡を担当する。自分たち3人が刑事であることや、カレンたちを「騙し不正を行う者」（チーター）と呼んでいることを明かした結衣たち3人に同行したコウは、彼女たちが「チーター」の存在を感知できる能力者でもあることを知る。
カレンが早希と舞夜に射殺された後、警視庁特殊犯捜査6係で責任者・九重右弦に「チーター」や6係のことを説明されたコウは、リッパーの犯行現場へ残っていた自分の指紋を盾に脅迫され、結衣たち3人との同棲に等しいマンションでの軟禁生活を強いられる。

### 第2巻
結衣は、6係がカレンの事件の真相を隠蔽したこと、確保済みであるリッパーの事件も同様に隠蔽すること、そして彼の表の顔が小学校の教師だったことをコウに明かす。また、九重はコウを巡る不穏な存在を、舞夜はコウの能力をそれぞれ分析する。OLたちの顔の表皮を剥がした「チーター」・フェイスの捜査に際し、コウは九重の命令で結衣たち3人のチームへ組み込まれるが、捜査中にひなたがフェイスに拉致されてしまう。
被害者たちの死体から検出されていた合成ドラッグの成分をたどったコウと結衣たち3人は、フェイスの正体・園山ユリエの真相や潜伏先を看破できない。その裏側には、「チーター」への協力者・UDの存在があった。ユリエの再捜査を却下されて悩むコウのもとへ、何者かがノートPCをクラッキングしてユリエの情報を伝える。それを見て独断したコウは、潜伏先の隠し通路で衰弱していたひなたを発見する。
そこに駆けつけてコウと被害者たちを救出した結衣たち3人は、ユリエの猛攻に追い詰められるが、コウの銃撃と結衣の斬撃でユリエを再確保する。コウは九重から、ひなたと両親が6係の保護プログラム下に置かれたこと、両親が元警察庁所属という前職を隠していたこと、自分が家族と非血縁の養子だったこと、自分の本当の出生が現在でも不明であること、そしてユリエが何者かに惨殺されたことを知らされる。その直後、不審な男性がマンションを訪れる。

### 第3巻
不審な男性の正体はUDであり、「チーター」の1人でもあった。コウと結衣たち3人を謎の能力で圧倒したUDは、コウや結衣たち3人と「チーター」を使って新世界を創造する旨を言い残し、立ち去る。一方、双子の「チーター」・香炉鈴音と香炉響は、ラブホテルで斬殺した男性の血液を用いて壁にコウへの「挑戦状」を書き残す。九重に大学への顔出しを許可されたコウは結衣を伴って足を運ぶが、そこの元学生でもあった鈴音はコウの観察や結衣への宣戦布告を済ませて立ち去ると、響が離れた隙に自分を拉致したチンピラたち4人を、駆けつけてきた響と共にヨーヨーを用いて斬殺したうえ、その映像をインターネットで公開する。九重が激怒する中、コウと結衣たち3人は鈴音の「招待」に応じてレイブパーティーの会場を訪れるが、紛れ込んでいた刺客たちとの戦闘の裏側で、結衣は鈴音たちに拉致されてしまう。鈴音がコウ・早希・舞夜に拳銃を捨てさせ、丸腰の彼らへさらなる刺客たちを差し向けた結果、舞夜は骨折を経て崖から湖へ突き落とされる。鈴音たちのもとでは彼女の仲間たちに結衣が輪姦されそうになるが、そこで彼らの携帯電話が一斉に鳴って切れたうえ、響によるコウと早希の中継映像が途絶える。不審を抱いた鈴音は、響の様子を見に向かう。早希から舞夜の救出を託されたコウは、水中の彼女へ止めを刺そうとする刺客に迫るも敵わず、自分の非力さに憤る。

### 第4巻
結衣はUDの使者・林西トオルに救出されて早希の窮地を知らされ、鈴音は早希を捕えて6係の「5人目」の存在を疑う。一方、水中では舞夜と共に力尽きる寸前のコウに、新たな能力の兆候が現れる。無自覚のうちに刺客を倒して舞夜と共に湖岸へ流れ着いたコウは、彼女に早希の救出を託される。早希はナイフ投げで重傷を負っていたが、そこへ駆けつけた結衣が刺客を斬殺する。結衣は早希と連携して鈴音と響を追い詰めるが、そこへコウが現れて人質に取られたうえ、早希の言葉に反応した鈴音の手に力が入り、彼は首からの出血で昏倒する。その直後、眼の全体が真っ黒と化したコウに手で触れられた鈴音と響は結衣と早希の銃撃をかわせなくなり、死亡する。治療を受けるコウと結衣たち3人が九重から鈴音と響の過去を知らされる中、次の「チーター」・ピカソはデパートの売場を爆破する。その捜査に際し、コウの能力を重視した舞夜に彼の懐柔を提案された早希は、その方法に美貌を挙げた舞夜への対抗心からも、コウと組む。ピカソに狙われたライブハウスで、コウと結衣たち3人は3日後のコンサートの中止を要請するが、取り合ってもらえない。舞夜の指示で厳戒態勢に入る会場に対し、潜伏先のピカソはすでに爆弾を仕掛け終えたとうそぶく。そして当日、スタッフへ変装していた「チーター」2人にコウと結衣たち3人が翻弄される満杯の会場で、大爆発が起こる。

### 第5巻
登壇していた地下アイドル「ちぇりーぱい」は軽傷で済んだが、彼女たちの所属事務所の社長は重傷を負う。その捜査中、九重は凄腕の「チーター」に狙われているとの理由で、保護プログラム下に置かれてしまう。一方、警視総監はピカソの爆殺予告を受け、SPと6係による厳戒警備のもと、ホテルへ向かう。その館内で、早希は行方不明の姉・葵の婚約者にして旧知の慎と、正体がピカソとは知らずに再会する。慎と別れて警視庁庁舎へ向かったコウと早希は、ピカソの狙いが会議室ごとの爆殺と看破するが、間一髪で救出した警視総監たちを、トオルに感電死させられてしまう。落胆に包まれる6係には新たな責任者にして「チーター」・村雨瑞樹が着任し、警察庁では慎を惨殺したUDこと警視正・阿久津が副総監へ抜擢され、マンションでは早希がピカソとの内通容疑で警視庁に拘束される。動揺するコウ・結衣・舞夜へ瑞樹は「チーター」・リバースの活動再開を告げ、その被害者の写真に結衣は震撼する。瑞樹の指示でリバースについての報告書を見たコウの心配を余所に、結衣は両親と兄の仇でもあるリバースこと沖田睦夫への復讐心に燃え、彼を逮捕しようと単独行動に出る。次の現場を看破して急行したものの一足遅かったそこで、睦夫が殺害対象を情報誌から選んでいることを確信した結衣は、その編集部へ自分を配信映像のグラビアアイドルとして売り込む。

### 第6巻
追跡してくるコウと舞夜の心配を余所に、結衣はホテルの屋内プールへ睦夫をおびき出すと、配線の細工による電撃で感電させて殴り飛ばすが、逮捕が叶う寸前に彼の能力で身動きを封じられる。一方、コウと舞夜は乗車中にトオルの電撃で激突事故に遭い、失神する。まもなく、結衣の胸が睦夫の凶刃で斬り裂かれると同時にコウは新たな能力に覚醒し、力尽きかけていた結衣も彼と同じく黒い眼と化して起き上がる。呻きながら歩き始めるコウにトオルは電撃を浴びせるが、コウが雄叫びを上げると車内の舞夜も医療室で昏睡中の早希も黒い眼と化し、結衣は睦夫を斬殺する。3日後、昏睡から目覚めた結衣はコウに助けられたことや6係が大切な居場所であることを自覚して彼に感謝するが、まだ事情聴取から解放されない早希にはUDが接触し、葵の情報を餌に早希を懐柔する。結衣が6係の存在理由を疑い、舞夜がコウによる体質変化を不安がる中、マンションで再会した早希がコウとの肉体関係をUDに強要されたことを知った舞夜は警視庁の人事部を調べるが、UDの情報は得られない。結衣は瑞樹の尾行を経てUDが副総監であることを知り、庁舎から逃走して「チーター」の集団に捕まえられたところを、独断で出動したコウ・早希・舞夜に救われる。ラブホテルへ避難したコウと結衣たち3人は、藤村家が火事に遭ったうえにコウの焼死体が発見されたことを知る。

### 第7巻
コウと早希が向かった藤村家には何者かによる生活の形跡があり、現れたトオルの案内でコウは入院中の育ての父・冬弥からペンダントを託されるが、それと同じ形の刻印はUDが見つめる培養槽内で眠るコウの生みの母・蒔絵の掌にも刻まれていた。一方、冬弥から出生の一端を聞いたコウは、蒔絵の捜索を決意する。ラブホテルで結衣がペンダントを開けると、そこには赤子姿のコウを抱く蒔絵の写真が入っていた。UDを尾行して蒔絵のもとへ辿り着こうという結論に至り、コウと舞夜はUDを、結衣と早希は瑞樹を監視するが、1週間が経過しても動きは見られない。焦るコウに、舞夜はUDに初めて会った10歳のころを語る。UDに一族の命と財産を奪われ、自身も重傷を負ったという舞夜に、コウはUDへの怒りを燃やす。移送前の蒔絵を救出しようと培養槽の格納棟へ潜入するも拘束された結衣と早希の姿を瑞樹からのメールで知り、彼女の挑発に激怒したコウは棟へ突入する。舞夜に結衣や早希の保護と瑞樹の拘束を任せ、培養槽に浮かぶ蒔絵の肉塊を発見したコウの背後に、UDが現れる。自分がコウの実父であることを明かしたUDは、人質に取られた瑞樹ごとコウと結衣たち3人を能力で圧倒すると、東京を地獄に変えようと目論む者が自分とは別に存在することを明かす。そのころ、コウたちのもとへ彼らの全員抹殺を「先生」に命じられた女性・陽子が迫っていた。

### 第8巻
UDに痛めつけられる結衣たち3人の姿に覚悟を決め、自分の首を銃撃して黒い眼と化したコウに素手で破壊された培養槽からは蒔絵の肉塊が溢れ出るが、彼に触れられても蒔絵は元に戻らず、暴走する。UDは慟哭した隙を全裸の蒔絵に擬態した陽子に突かれ、殺害される。3日後、結衣や早希と共に入院中のコウのもとへ見舞いの舞夜に続いて現れた瑞樹は、「先生」たちによる4日後のクーデターを明かし、それを阻止するための協力を要請すると、助っ人に呼んでおいたひなたと九重を招き入れる。九重は、18年前にUDが科警研で「先生」こと義弟・真賀田秋人を検査した際に「チーター」化したうえ、それが彼の持つ未知のウイルスによるものであることを語る。超再生能力を持つ秋人を殺害するには斬首しかないと考えた九重は、クーデターの決行前日にコウと結衣を新郎新婦に扮させ、トオルからの情報をもとに秋人の拠点である教会へ6係総出で乗り込む。挙式の際、結衣が隙を突いて秋人を斬首したことをきっかけに教会の内外は戦場となるが、首だけになってもまだ生きていた彼は、乱戦を経てコウたちに倒された陽子たちの尽力で復活すると、結衣を刺殺する。悲しみで白髪と化して激昂したコウは、秋人の心臓を手刀打ちでえぐり出す。秋人は結衣の刀でコウの右手首を切断して難を逃れ、ひなたを人質に取ろうとするが、そこで彼女が黒い眼と化すと同時に秋人の能力は無効化される。教会内に広がっていく炎の中、ひなたこそが無効化の要であり、コウがそのブースターだったことを悟った秋人は、コウの怒りの拳で炎の中へ叩き込まれて焼き尽くされる。ひなたを抱えて脱出したコウは、早希たちにひなたを託して結衣を救出に戻るが、かろうじて息のあった彼女をかばって十字架の下敷きとなる。1か月後、入院先で昏睡から目覚めて蒔絵の愛情に救われたことを実感したコウは、先んじて6係へ復帰した結衣たち3人やひなたに続いて復帰し、やがて共に出動するのだった。

## 登場人物

### 主要人物
藤村洸（ふじむら コウ）
【性別：男 / 年齢：19歳 / 身長：173cm / 血液型：A型 (Rh+) / 誕生日：1995年3月3日】
本作の主人公。城南大学へ通う、男子大学生。瞳の色はカレン曰く、「とっても綺麗な鳶色」。両親や妹・ひなたとの4人暮らし。趣味は裁縫と料理。小学校からの親友が1人いるが、右大腿には小学5年生当時にその親友が溺れているところを助けた拍子に生じた裂傷痕がある。
日課のジョギング中にひったくりを捕まえようとしてひき逃げ事故に遭い、両眼の周囲とも眼窩底骨折という重傷を負ったことで緊急手術を経ての入院中、カレンに絞殺されかけたところを結衣・早希・舞夜に救われる。退院時には視力が事故以前よりも回復して眼鏡が不要になったうえ、町で群衆の顔に「ノイズ」が見えたことと前後して結衣たち3人に出会ったことをきっかけに、「チーター」たちとの戦いへ巻き込まれていく。そのため、九重からは結衣たち3人の住むマンションでの軟禁生活を強いられるうえ、拳銃の使い方も覚えさせられて彼女たちのチームへ組み込まれるが、後者については指導者の結衣以上に上達が早く、彼女を驚かせている。
高橋や結衣たち3人との会話から、美女に陰部を見られることや彼女たちのあられもない姿に対しては、赤面や狼狽といったウブな様子が散見される。また、結衣たち3人との会話では女性へのデリカシーに欠ける様子も散見されるほか、瑞樹による評価では「母性本能をくすぐるタイプ」と評されている。
対ユリエ戦では九重からコルトM1991A1とジャケットを与えられたうえ、事件解決後にはそれまで没収されていた携帯電話を返却されている。また、独断でひなたの救出へ出動する際には自動車を運転できること、ユリエを確保した後には自分が行方不明として処理されたこと、両親に非血縁の養子とは知らされずに育てられたこと、そして自分の本当の出生が現在も不明であることが明かされている。
対鈴音戦では「チーター」の能力無効化能力に覚醒するが、彼女に負わされた首の重傷を治療する際には、1l以上もの大量出血に遭っても回復できる身体であったことが、高橋の台詞で明かされている。
各能力の詳細については以下の通り（黒眼化以外の名称は、便宜上の仮称）。舞夜の台詞によれば、「ノイズ」の視認以外の能力が発動する際、コウの気配は「チーター」のそれへ変化するという。その後、生みの母・蒔絵を救出しようとするも拘束された結衣と早希が瑞樹に凌辱される姿を見せられた際には、激怒しただけで気配が変化して拳銃の腕前が正確無比なまでに向上したうえ、彼女たちの居場所を感知できるまでに至った。また、後述する自分の喉を銃撃した際には、2日間で傷が塞がるという超回復を果たしている。
教会では秋人に結衣を刺されたことから激昂して白髪と化し、秋人の心臓を手刀打ちでえぐり出すも右手首を切断されるが、ひなたの能力が覚醒したことから最後の一撃で秋人を燃え盛る炎の中へ叩き込む。失神中のひなたを先んじて脱出していた早希たちに預けて結衣のもとへ戻った後、崩れ落ちてきた十字架から彼女をかばって下敷きになるが、蒔絵にかばわれたことで辛うじて生きており、教会の焼け跡から昏睡状態で救出され、入院する。その1か月後、1日早く退院していた結衣が見舞いに訪れた際には昏睡から目覚め、蒔絵の愛情を噛みしめることとなった。
最終決戦後には6係へ復帰しており、白髪のまま捜査に勤しんでいる。
「ノイズ」の視認
ひき逃げによる緊急手術をきっかけとして覚醒した。「チーター」の持つ執着を形象化して視覚で感知できるが、発動時には頭痛を伴うことがたびたび描かれている。また、ガラス越しや画面内には使えないという弱点を持つため、普段は頭痛を防ぐためにも能力を使う時だけ眼鏡を外すこととなる。
「チーター」の能力無効化
鈴音と響による襲撃をきっかけとして覚醒した。「チーター」の身体に手で触れてその能力を無効化できるが、効力が一時的なのか恒久的なのかは不明である。また、水没窒息や大量出血による昏倒中など、生命の危機に瀕した際の無自覚のうちにしか発動しない。発動中には、眼の全体が真っ黒と化す。
能力の片鱗はコウが2歳当時に発現しており、蒔絵を連れ去ろうとする秋人の超再生能力を阻害することで彼を苦悶させ、単独での逃走に至らしめている。
人体間の共鳴
トオルによる襲撃をきっかけとして覚醒した。激突事故直後の車内で意識が混濁すると共に眼の全体が真っ黒と化し、屋内プールで睦夫に胸を斬り裂かれた結衣の絶叫と遺憾を感じ取ると、力尽きかけた彼女と同様に悔し涙を流しながら眼の全体が真っ黒と化した結衣を起き上がらせる。まもなく、トオルの電撃を浴びて雄叫びを上げた際には、早希も舞夜も眼の全体が真っ黒と化して結衣と同じ遺憾の言葉を呻き、結衣は無自覚のうちに睦夫を斬首している。それらの様子は、UDに「人体間の共鳴」と称されている。なお、事件解決後に6係専用医療ルームで目覚めた結衣の台詞によれば、共鳴中にはコウだけでなく早希や舞夜による自分への心配の声も聞こえたという。また、その後にマンションで早希と再会したコウの台詞によれば、結衣の身体も回復が早まっているという。
黒眼化（こくがんか）
厳密には、「チーター」の能力無効化や人体間の共鳴が発動する際にコウや彼と共鳴した結衣たち3人に生じる現象。名称はUDによる。当初は上記のようにコウや結衣たち3人が無自覚のうちにしか生じなかったが、コウが蒔絵の救出に際して覚悟を決めた際には、彼が自分の首を銃撃することで任意に生じさせたうえ、結衣と早希が彼との共鳴を自覚しながら黒眼化している。それは事前に瑞樹が結衣と早希に注入していた毒の効果もあってこそのものだったため、まだ毒を注入されていなかった舞夜は黒眼化せず、結衣と早希の変貌を目の当たりにすることとなった。
黒眼化中、結衣たち3人はコウの能力を増幅するブースターの役割を果たすため、腕力などの身体能力も彼と同様に大きく向上する。しかし、実際にはブースターの役割を果たしていたのは結衣たち3人ではなくコウであることが、物語終盤に明かされている。

如月結衣（きさらぎ ゆい）
【性別：女 / 年齢：17歳 / 身長：160cm / 血液型：A型 / スリーサイズ：B88（Eカップ）・W57・H86】
6係の女性刑事3人組の1人。ロングストレートヘアをやや左サイドポニーに結わえた紺色の髪、頭頂から伸びるアホ毛、そしてツリ目が特徴。自動式拳銃を武器とするほか、刀が収納された竹刀袋を背負っている。剣術の腕前は拳銃のそれよりも上であり、流派「一神影流」の皆伝を会得している。
性格は後述する過去の経緯から冷淡な言動や表情が目立つが、マンションで全裸姿をコウに目撃された際には激しく動揺する、鈴音のワンボックスカーで彼女の仲間たちに輪姦されかけた際には怯えて涙ぐむなど、本質は純情で感情表現も豊かである。また、1か月ぶりの休暇をコウへの拳銃指導を命じられて半ば潰された際には、新多古訓練場にて当てつけがましくビキニ姿で指導しながら不満を述べる、それを経て自分よりも早く上達した彼のことを後日のQVCマリンフィールドにて愚痴るなど、根に持つ一面も見せている。それらに加え、コルヴェガで早希と喧嘩になった際の舞夜には「（性的には）一番いやらしいくせに…」と罵られている。
当初からコウへの態度は冷淡（彼を異性として意識していることの裏返し）であったが、対睦夫戦では絶体絶命の危機をコウの共鳴能力に救われたうえ、コウ・早希・舞夜と共に過ごす6係を大切な居場所として認識できたため、素直な気持ちで彼に感謝するに至った。ただ、それと同時に自分たちの体質がコウと同様のものへ変化しつつあることにも気づき始めており、舞夜共々不安に思っている。実際、コルヴェガで舞夜による応急処置を受けた際には、対睦夫戦での長大な切創が縫合されてからまもないにもかかわらず、そのほとんどはふさがっていたうえ、警視庁庁舎から逃走した時に開いた傷の出血も止まっていた。その1週間後、早希と共に瑞樹を尾行した果てに慶東大学の研究棟を突き止めた時点ではほぼ完治していたため、コウの影響による体質変化をまだ自覚していない早希には不思議がられている。
物語開始の2年前（15歳）当時はまだ剣術を軽んじており、友人2人とのカラオケから帰宅して家族の毅・恵美・孝の惨殺死体に対面する。葬儀後には、周囲からの心無い噂で孤立中に警視庁からスカウトされて「チーター」の捜査に協力するようになり、入学後まもない高校を中退した身であるため、6係での空き時間には自習に励んでいる。
マンションでは早希や舞夜に手料理を期待されているため、料理役も担当していることがうかがえる。
教会ではコウと共に新婚夫婦に扮しての奇襲で秋人の斬首に成功するが、まもなく陽子たちの尽力で復活した秋人に自分の刀を奪われ、刺されることとなる。コウにも秋人にも死亡したと思われたが辛うじて生きており、焼け落ちていく教会からコウや蒔絵にかばわれたことで生還する。
最終決戦後には1か月間の入院を経てコウより1日早く退院し、昏睡中を見舞った際に目覚める彼を目の当たりにして感涙した後、6係へ復帰して皆と共に捜査に勤しんでいる。

八神早希（やがみ さき）
【性別：女 / 年齢：19歳 / 身長：166cm / 血液型：B型 / スリーサイズ：B92（Gカップ）・W59・H88】
6係の女性刑事3人組の1人。後ろ髪を立たせた赤のショートヘアや八重歯の映える口でしゃべる男口調に加え、胸の谷間（自動車の鍵の収納場所でもある）・腹部・四肢の素肌をさらした露出度の高い服装が特徴。左利き。長身の50口径リボルバーを武器としており、マンションで就寝中の枕元にまで持ち込んでいる。野球場で観戦中の台詞によれば、出身地は九州で福岡ソフトバンクホークスのファン。6係へスカウトされる前（物語開始の2年前）は、オリンピック強化選手の選抜で優勝した高校生ボクサーだった。また、幼少時に両親を自動車事故で亡くしており、周囲からのいじめや偏見に遭いながら姉・葵のもとで大切に育てられた。
口より先に手が出る荒い性格をはじめ、3人組の中で最も丈夫な身体や捜査中の過激な行動ゆえ、舞夜にはたびたび「ゴリラ」と酷評されており、携帯電話の着信画面もゴリラの顔にされている。その一方、男性の扱いについては手馴れた振りを見せるが、実はキスすら未経験のウブである。
3人組の中では最も気さくであり、他人と打ち解けるのも比較的早い。当初はコウのことを軽んじており、入浴直後の姿を彼に目撃されても悠然と応対してみせることや、「チーター」との戦いに危険を承知のうえで囮として用いることすらあったうえ、コウのことは長らく「コゾー」と呼んでいたが、彼のことを悪人ではないと確信するにつれて態度は軟化し始めており、コウに葵との過去を打ち明けた際には彼女のことも思いやるコウの優しさに触れたことから、それ以降は「藤村」と呼ぶようになった。それに先んじ、対鈴音戦では目の前で覚醒したコウのことを「チーター」と思い込んで一旦は激昂したものの、事件解決後には鈴音と響の過去に悲涙を流すコウの姿を見てすぐに考えを改め、謝罪している。
対ピカソ戦では物語開始の2年前に失踪した葵の行方を求めて6係のスカウトに応じたことが判明しており、ピカソの正体にして義兄・慎と再会した際に自分の電話番号やメールアドレスが印刷された名刺を渡していたことが、対睦夫戦の直前に警視庁から内通容疑をかけられて拘束されたうえ、何度もの事情聴取の果てにUDから葵の情報を餌に懐柔され、コウとの肉体関係を強要されてしまう理由となった。
公私共に飲食中の姿は3人組の中で一番多く描かれており、棒付きキャンディや缶ビールをよく口にしている。
教会では対峙した葵に失神させられたうえ、陽子に衣服と拳銃を奪われて擬態されるが、教会が焼け落ちる前には九重たちと共に脱出しており、焼け落ちていく教会を目の当たりにしながらコウの名を絶叫することとなった。
最終決戦後には6係に復帰しており、協力者となった葵とは仲良く捜査に勤しんでいる。

星宮舞夜（ほしみや まや）
【性別：女 / 年齢：本人曰く「秘密」 / 身長：163cm / 血液型：O型 / スリーサイズ：B96（Hカップ）・W60・H90】
6係の女性刑事3人組のリーダー格。ウェーブの入った緑髪のロングヘアや、感情を露わにするまで基本的にはハイライトの入らない瞳が特徴。結衣のものとは異なる自動式拳銃を武器とする。6係からの支給ノートPCを使いこなすことにも長けており、警視庁人事部へのクラッキングすら行える。また、柔道などの格闘術の腕前も高く、一本背負いや首折りを用いる。
性格は3人組の中で最も冷静であり、コウの個人情報を細かく調べ上げていたほか、観覧車での聴取をきっかけに、「使い道がありそう」としてコウに注目するようになる。普段は表情に乏しいが、言葉責めとも見て取れる言動でコウに前述の個人情報を挙げる際や、結衣と早希の年齢を明かしたうえで自分の年齢についてははぐらかす際など、笑みを浮かべることもある。
身体は豊満な胸部が強調されるワイシャツはおろか、結衣や早希以上に妖艶なセクシーランジェリーすら着こなす性的魅力の持ち主であり、表向きにはそれを鼻にかけていないように振る舞うが、入浴直後には体重計に乗ることや化粧水を塗ることを欠かさない。また、前述の振る舞いとは裏腹に、6係の机にぬいぐるみを飾る、マンションの浴室にアヒルの玩具を持ち込む、その後の就寝時にペンギンの抱き枕を用いるなど、少女趣味の一面も持っている。なお、苛立った際に舌打ちする癖や食事の際に大食いであることが描かれるほか、早希から「ブス」と罵られた際には般若の面調の引きつった顔が描かれる、ひなたから「おばさん」と称された際には無言で頭髪を浮かせる怒りが描かれるなど、コミカルな描写も多い。
コウへの態度は前述のように当初から冷静である。チームに加えてまもなく、コウのことを名前で呼ぶようになったうえ、対鈴音戦後にはノリの良さすら見せるようになったが、疑念を完全に解いたわけではなく、彼のことを武器として利用しようと考えた際には、美貌を用いての懐柔を結衣や早希へ提案している。その後、コルヴェガでは声を荒らげて藤村夫妻のことを非難したため、舞夜のことをいつも冷静な大人と思っていた結衣には驚かれている。舞夜も大人と見られることを否定しており、コウの影響による体質変化についても不安に思っていることを、結衣に告白している。
10歳のころは社長令嬢として裕福に暮らしていたが、誕生日パーティーの際に話しかけてきたUDに懐いて絵の腕前が上達する一方、「先生」と呼び慕っていた彼の奸計で一族の命と財産を失い、UDの本性を知って逃走した際には瀕死の重傷を負っている。そのため、UDへの憎悪は冷静な表情の裏で激しく、過去を明かした相手であるコウへの忠告にも表れている。
教会ではUDへの復讐を潰えさせた陽子に殺意を抱いており、早希に擬態した陽子と対峙した際には、「チーター」の存在を感知する能力がコウとの同棲の影響で、気配の違いすら感じ取れるまでに向上したことを明かしている。まもなく、陽子に拳銃を全弾撃ち込むも最後の逆襲に遭い、2階から突き落とされて大ダメージを負うが、その後は九重たちと共に脱出しており、焼け落ちていく教会を目の当たりにすることとなった。
最終決戦後には6係に復帰しており、早希とは相変わらず反発し合いながらも捜査に勤しんでいる。

### 「チーター」
切嶋カレン（きりしま カレン）
【性別：女 / 年齢：25歳 / 身長：170cm / 血液型：A型 / スリーサイズ：B94（Gカップ）・W62・H96】
大きな眼球に似た形状の「ノイズ」を持つ「チーター」。表の顔はファッションヘルス「TIGER & HONEY」で「ローラ」の源氏名を用いる妖艶な美女であり、新宿ナンバーワンのサービス嬢として男性客の高い人気を得ている。
「特別な眼」と称する好みの眼球を持つ男性を殺害しては、えぐり出した眼球を瓶でホルマリン漬けの「彼氏」と称して収集する性癖があり、チューブトップを着用中には胸の谷間に眼球をえぐり出すためのハサミや、眼球を入れておくための瓶を隠し持っている。「チーター」としての能力は強靭な腕力や脚力、そして迅速な自己治癒力であり、殺害方法には被害者の眼が真っ赤に充血する絞殺を好んで用いるうえ、その際には性的興奮すら覚えている。コウ以前の被害者は全員が大企業の幹部や政治家などのVIPであり、第2話時点での総数は23人にも上る。殺害対象は男性だけと決めており、女性は緊急時以外は対象外にしている。なお、表の顔で甘言を用いて籠絡したTIGER & HONEY常連客の山本やチンピラたちについてはいきなり殺害せず、手駒としている。
眼球への異常な執着は幼少時から見せており、当時にはイヌやネコの眼球を収集していたほどで、11歳時には初めて人間の眼球にも手を出した（自分へ欲情した担任の男性教師の眼球をえぐり出したうえ、それを現在でも大切に保存している）。大学在学中には好奇心から始めたサービス嬢をきっかけとして暴力団関係者と知り合い、趣味と実益を兼ねて彼から依頼を受けるようになった。なお、これらのことを説明した単行本第2巻巻末のプロフィールにおけるカレンの背景には、新宿国際劇場ビルがフリー素材の写真を加工する形で描かれている。
北上総合病院ではコウの絞殺に取りかかったところを早希たちに銃撃され、4階の窓から落下して地表へ激突するが、血みどろの沈黙状態から復活して逃亡する。後日、チンピラたちにコウを山本のワンボックスカーへ拉致させたうえで改めて絞殺に取りかかるが、またもや早希たちのために失敗すると、逃げ込んだ廃ホテルで最後の抵抗を試みる。しかし、コウの能力のために失敗して早希と舞夜の斉射を受け、彼へ怨嗟の言葉を吐いた後に死亡する。
作者が後年発表した作品『サタノファニ』にて、女性刑務所の囚人という設定で登場している。また、「元風俗嬢で男の眼球をえぐってきた」という解説から基本的な設定を引き継いでいる。

リッパー
街頭からコウの尾行に気づかないまま入った一軒家で、家人たちを斬殺した男性。本名は不明。犯行の際には鎌に似た形状の「ノイズ」から示唆されるように、ナイフで相手の喉を斬り裂くという殺害方法を用いるため、6係には「リッパー」のコードネームで呼称される。一軒家の周辺を入念に見回ってから侵入するなど、犯行時に発揮する狡猾な性格に加え、「チーター」としての能力は瞬発力に長けており、これで相手から反撃されずに斬りつけることを可能としている。死亡してまもない家人たちの血の臭いが充満した凄惨なリビングで悠然と構えながらカップラーメンを食べたりテレビ番組を見たりと満喫する一方、自分を尾行していたコウの存在には最後まで気づかないなど、鈍感な一面を持つ。
九重や結衣の台詞によれば、コウとは偶然関わることになっただけであり、彼の通報からまもなく6係に確保されていたうえ、表の顔は小学校の優秀な教師として生徒や父兄からの信頼も厚かったが、裏の顔は日本各地への旅行中にその先々で総数18件もの犯行に及んでは、証拠をほとんど残さずに立ち去るというサイコキラーでもあった。

園山ユリエ（そのやま ユリエ）
【性別：女 / 誕生日：1950年8月14日 / 身長：162cm / スリーサイズ：B84（Cカップ）・W60・H88 / 出身地：神奈川県】
無数の顔に似た形状の「ノイズ」を持つ「チーター」。表の顔は美園美容クリニック院長。結婚歴無しで60歳を超えてなお若々しい美貌を保っていることから、世間には「美の伝道師」として知られるが、それは何十回もの整形手術によるものに過ぎない。
常人の10倍もの強大な握力 (450kg) を持つ。また、若い美女への偏見や憎悪に満ちており、彼女たちを自宅内の潜伏先へ拉致・監禁したうえで全裸にしてナリジクス酸を含む合成ドラッグを注射し、翻弄や罵倒を行ってから前述の握力で顔の表皮を剥がして殺害するうえ、その死体にドレスを着せて裏路地へ晒す。そういった経緯から一課には性犯罪者の男性と分析され、6係には「フェイス」のコードネームで呼称される。
美への異常な執着は幼少時から見せており、16歳時に初の整形手術を受けて以降、それを繰り返して別人のような顔を入手したが、その後も満足せずに若く美しい顔を求め続けるようになった。被害者たちから剥がした顔の表皮は、パックに用いている。
「銀座美人OL変死事件」を報じるテレビ番組へ出演し、殺人犯（フェイス）を許せない旨を「全女性に対する挑戦」とコメントする一方、潜伏先では既製品のマスクやマントを着けてフランケンシュタインの怪物に扮する。UDからメールで提供されたひなたの情報に興味を持ち、彼女を拉致して合成ドラッグで弄びながら美女たちを罵倒していた深夜、コウへの迎撃を経て結衣たち3人に確保される。その後、寝室で反撃へ転じて追い詰めたところを結衣に刀で左手首を切断され、警察病院へ収容された。大量出血からの回復後には尋問が予定されていたが、留置場内でUDに始末される。

香炉鈴音（こうろ すずね）、香炉響（こうろ ひびき）
- 鈴音 - 【性別：女 / 年齢：20歳 / 身長：173cm / スリーサイズ：B83（Cカップ）・W57・H88】
- 響 - 【性別：男 / 年齢：20歳 / 身長：180cm】

双子の姉弟2人の「チーター」。表の顔は読モとして知られる。色白な長身の肉体の性差以外はほぼ同一の容貌や髪型（異なるのは前髪の色だけであり、鈴音は右前頭部、響は左前頭部がそれぞれ濃い）の妖艶な容姿であり、首には縦真っ二つに分割されたクロスペンダント（鈴音は右側、響は左側）をそれぞれぶら下げている。また、鈴音は城南大学の国文科に在籍していた元学生でもある。頑丈な髑髏柄のヨーヨーの糸（特殊なアラミド繊維製）で相手の身体を分断する斬殺を楽しんでいる。「チーター」としての能力は「スピード」と称される高速移動（相手の微細な予備動作から即座に本動作を予測し、身体を素早く動かすこと）であり、結衣と早希の銃撃をかわす際などに発揮している。UDの指示を受け、手始めの殺害現場に被害者・洋の死体と血液でコウへの「挑戦状」を残した後、城南大学にて鈴音が彼に接触し、結衣と名乗り合う宣戦布告に至った。
ロシアンパブのロシア人ショーダンサーを母、彼女の客の日本人会社員を父に持つハーフであるが、誕生直後に母が帰国したうえ、妻子持ちだった父に引き取りを拒否されたため、児童養護施設で経営者夫婦による壮絶な性的虐待に苦しめられながら育つ。薬物投与すら伴うそれは鈴音のトラウマになっていたことや、彼女と響が「チーター」として覚醒した後に経営者夫婦を十字架で刺殺していたことが、後に早希との会話や九重の台詞で明かされている。そのため、コウが視認した「ノイズ」は十字架に似た形状である。
乱交すら平然と楽しむ一面については、愛情を伴わないそれを大した問題ではないと思い込むことで、前述の性的虐待に傷つけられた精神の均衡を保つためであり、事後の斬殺も相手のことを経営者夫婦に重ねて見ていたためである。姉弟姦についても、お互いをもう1人の自分と認識していた自分自身を、無自覚のうちに慰めたいためである。そういったこともあって鈴音は性欲が響以上に強く、結衣を凌辱する際には嫌がる彼女の性的快感をたやすく引き出すなど、性技にも長けている。
レイブパーティーの会場では、刺客たちを率いてコウと結衣たち3人を襲撃する。しかし、コウの「チーター」の能力無効化能力を覚醒させた一方、結衣を輪姦の危機に、早希を公開処刑の危機にそれぞれ遭わせたことがUDの想定を超えたため、彼の指示を受けたトオルの介入に遭った結果、コウの「チーター」の能力無効化能力で結衣と早希の銃撃をかわせなくなり、死亡する。

UDに手配されたレイブパーティーの刺客たち
レイブパーティーの会場でコウと結衣たち3人が目の当たりにした「チーター」たち。「チーター」同士のネットワークを介してUDに手配された多数の者（狂暴化していない者も含む）が一般参加者たちに紛れ込んでおり、刺客を務める者たちは次々にコウと結衣たち3人へ襲いかかる。
鈴音の使者
鈴音からコウと結衣たち3人への伝言を録音されたグロテスクな人形を抱いた、ファーストフード店員姿（マクドナルドの制服に酷似）の女性。当初は薄ら笑いを浮かべているだけだったが、伝言の再生が終了すると薬物中毒の症状を露わにして涎を垂らしながら笑い出したため、事情聴取もままならなくなる。
バイス
3人を殺害して指名手配中の色黒かつ筋肉質な巨漢。本名は不明。コードネームは、万力を用いる殺害方法に起因する。自身も常人を超越した強大な腕力の持ち主であり、森の中でバーチャルアイドル姿（初音ミクに酷似）の女性を圧殺した後、樹上へ登ってコウと結衣たち3人を待ち伏せていた。飛び降りて濁音交じりの片言でしゃべりながら襲いかかり、9mm弾自動式拳銃では貫けない頑強な両腕を並べて頭部を防御するが、二手に分かれた早希と舞夜の斉射で防御を破られ、射殺される。
ホスト姿の男性
鈴音の指示で丸腰となった舞夜に対し、ハードロッカー姿の男性と組んで襲いかかるホスト姿の男性。常人では曲げられない方向にも曲がる全身の柔軟な関節（そのため、早希や響には「イカ男」と称されている）と、潜水泳法に長けている。舞夜の脇腹を殴ったうえで崖の上から湖へ突き落とし、飛び込んだ水中で止めを刺そうと絡みついて絞め上げる一方、彼女を救出しようと追ってきたコウを一蹴する。しかし、まもなくコウの「チーター」の能力無効化能力が発動したことで、苦悶の表情を浮かべた死体となって湖岸へ打ち上げられる。
ハードロッカー姿の男性
鈴音の指示で丸腰となった早希に対し、ホスト姿の男性と組んで襲いかかるハードロッカー姿の男性。早希の動体視力で捉えきれないほど高速なナイフ捌きに長けており、追い詰めた際に渾身の反撃で頬の負傷こそしたものの、鈴音の介入もあって早希を圧倒する。その後、会場にて磔となった早希をナイフ投げで辱めながら重傷を負わせて嘲笑していたところ、復帰した結衣の刀で頭部から一撃のもとに斬殺される。その死体は後に、鈴音と響が結衣と早希の追撃をかわす際に時間稼ぎの盾として用いられ、早希のリボルバーの銃撃で破壊された。

ピカソ
鈴音と響の死亡後、UDが差し向けた次の「チーター」。ギョロ目の下に隈がある、痩せ気味の青年。本名は不明であるが、早希には後述の経緯から「慎（しん）兄ちゃん」と呼ばれている。
「ピカソ」は6係によるコードネームではなく、初犯時の自称がそのまま用いられている。その犯行と併せ、舞夜にパブロ・ピカソの絵画『ゲルニカ』になぞらえたものと分析されている通り、彼の名言 "Every act of creation is first an act of destruction." にちなむ「どんな創造も初めは破壊から始まる」という趣旨のもと、徹底的な破壊を求めている。
「チーター」としての能力は、対象物に触ることでその鉄分を分解して発生する水素を用いた爆発であり、水素の発生過程から鉄腐食性メタン生成菌に例えられている。犯行現場に爆発物の残骸や原料の化学物質などが一切残らないために「見えない爆弾」と称されるが、暗躍開始当初は起爆時刻の完全制御にまだ至っておらず、買春したデリヘル嬢への誤発動すら描かれている。起こるのが水素爆発ゆえ、対象が鉄分を含むものや犯行現場が屋内にそれぞれ限られるものの、最終目標である警視総監を狙った際は、コウと早希の機転が無ければ確実に成功する精度や破壊力を見せるに至った。
表の顔はデイトレーダーとして、潜伏先で羽振りの良い生活を送っている。物語開始の2年前は葵の婚約者にして早希から義兄として慕われていたごく普通の優しい青年であり、目つきもギョロ目ではなかった。葵との愛を育んで婚約に至ったことで、早希とも本当の家族になれると喜んでいたが、葵との婚前旅行で同乗中のバスが転落事故に遭った際に負傷して昏倒したうえ、その直前に意識が朦朧としている目の前で、彼女を何者かに拉致されてしまう。それをきっかけに「チーター」としての能力に覚醒し、気配も「チーター」のそれへ変化した（それゆえ、「チーター」であることは早希に知られている）。葵と彼女を拉致した者たちを探し出すため、退院後すぐに失踪していたところ、目的への協力者であるUDとの契約に応じ、ピカソとして暗躍するようになった。そういった理由から、葵との婚約指輪は現在でもネックレスとして着けている。
警視総監の死亡で契約は完了したため、葵の居場所がまもなく判明する旨の吉報を早希の携帯電話へ伝えると、葵の居場所を教えてもらうために地下駐車場でUDとの密会に応じるが、その場で始末される。
後に瑞樹の口から、バスの転落事故の際に秋人のウイルスに感染したと考えられることが明かされている。

沖田睦夫（おきた むつお）
【性別：男 / 年齢：35歳 / 誕生日：1980年6月30日 / 出身地：滋賀県】
物語開始の2年前、如月家を襲撃して結衣の家族の毅・恵美・孝を惨殺した「チーター」。コードネーム「リバース」は、被害者の身体が斬り裂かれて内側から反転させられている（裏返しにされている）という、凄惨な殺害状況にちなむ。「S級」（エスクラス）と評される危険な存在であり、如月家の襲撃後から2年間は活動していなかったが、ピカソの死亡後に活動を再開した。なお、殺害対象については無差別ではなく新聞や雑誌に掲載された人物から選んでおり、今回は雑誌の発刊ペースに合わせて犯行を重ねるといった独自のルールを持っている。
「チーター」としての能力は、身体から半径2m30cmの範囲へある種の化学物質の微粒子を放出し、知らずにそれを吸った被害者の身動きを封じてその身体を言葉で自在に操作することから、宿主を操作する寄生虫（睦夫による説明では、トキソプラズマやハリガネムシなど）に例えられている。その能力を用いて被害者をM字開脚させて仰向けに反り返らせた後、生かしたままその身体をナイフで斬り裂いて裏返しにするという極度のサディストであり、2005年10月から不定期に潜伏期を挟みながら一度の犯行期につき約10人を殺害している。そのため、第37話時点で報告書に記録済みの犯行の総数が3回なのに対し、被害者の総数は28人にも上る。
森元家の襲撃後、結衣におびき寄せられてホテルの屋内プールで彼女を襲撃したところを電流の結界で感電させられるが、殺意をこらえて逮捕に踏み切ろうとする結衣の身動きを能力で封じる。勝ち誇りながら結衣の肌を斬り裂いていく途中、彼女の遺憾に共鳴したコウの能力で殺意のおもむくまま起き上がる結衣に右手を握り潰されたうえ、「止まれ」の言葉すら効かなくなって刀を再び手にした彼女に斬首される。

山下崇（やました たかし）
秋人のウイルスで能力に覚醒した「チーター」の1人。強靭な指の力で対象を貫く破壊と殺戮を楽しむことから、「フィンガー」のコードネームを付けられている。表の顔は陸上自衛隊音羽駐屯地の幕僚長であり、秋人のクーデターにも加担していた。クーデターの決行前には駐屯地を訪問した秋人たちに感謝し、「チーター」としての邪悪な自信を覗かせていたが、クーデターが未遂に終わったために潜伏する。
最終決戦後の冬、少女8人を殺害した容疑の固まった崇の逮捕にコウたちが出動していくシーンで物語は幕を下ろす。

### 「チーター」を使役する者
UD（ユーディー）
物語開始当初におけるコウと結衣たち3人の宿敵。鋭利な目つきや左右両端が2つに分かれた眉以外は、落ち着き払ったごく普通の成人男性という容姿。物語序盤に「チーター」への協力者として暗躍する形で登場した後、コウの能力発現のきっかけとなったひったくり事件からのひき逃げ事故を起こさせた張本人であることや、自身も「チーター」の1人であることが明かされているが、「ノイズ」の形はコウがいくら集中しても見えない不定形である。
表の顔は「阿久津海」（あくつ かい）の本名で警視正として立ち回っており、警視総監の感電死後には警視副総監へ抜擢されている。
「チーター」としての能力は、相手を耳鳴りと共に手を触れずに圧倒あるいは失神させることや、全身の穴から血を噴き出させて死に至らしめることであり、後にコウと結衣たち3人が蒔絵を救出に現れた際には、それが身体から超音波を自在に発する能力であることを彼らに明かしている。UDがクジラやコウモリを例に挙げるこの能力は、出力を調整することで前述のようにさまざまな攻撃のほか、反響させることで背後を把握する、収束させることで相手の攻撃を弾くといった、レーダーやバリアのような使い方もできる。
クラッキングにも長けており、その対象については早希の自動車に搭載された情報端末や結衣が睦夫をおびき出した屋内プールの監視カメラなども網羅しているため、コウと結衣たち3人の行動の大半はUDに筒抜けとなっている。
ユリエを始末した後には結衣たち3人の住むマンションを訪れ、当初はUDであるとは知らずに応対したコウの様子を確認すると、前述の能力で彼や脱衣所の結衣たち3人を圧倒しており、満足げに「第一段階」と評して次のステップへ進むことや、彼らと「チーター」を使って新世界を創造する旨を言い残し、立ち去っている。
コウのことは「私にとって最も重要なパーツ」、結衣たち3人のことは「大事な生贄」ともそれぞれ称している。また、同棲かつ共闘するコウと結衣たち3人の関係を音叉に例えており、彼らに「人体間の共鳴」を初めて起こさせた際には称賛している。
物語開始の10数年前には星宮家の財産を狙い、舞夜の父を交通事故に遭わせてその処理を担当する警察官の「蘇我兼人」（そが かねと）と名乗って近づいたうえ、舞夜には絵を好むことを調べたうえで褒めて自分に懐かせるなど、言葉巧みに星宮家の関係者となる。まもなく、真相を知った舞夜の父を能力で心不全にさせて殺害した後、舞夜の母を籠絡して財産の相続候補たちを次々と殺害させたうえ、彼女についても星宮家でのセックス中に能力で殺害する。その現場を目撃した舞夜が逃走の果てに瀕死の重傷を負った際には、理由は不明ながら殺害せずに放置して星宮家の財産を手にしたため、生き延びて真相を理解した彼女からは激しく憎悪されることとなった。
正体はコウの実父。「チーター」化を経て今や肉塊と化した妻の蒔絵を救うため、「チーター」を組織化して使役しながら暗躍する一方、警視庁には頭の切れる九重を責任者に据えて6係を創設させるなど、コウや結衣たち3人をはじめとする多数の人々を利用していた。トオルや瑞樹に説明していた「東京を地獄に変える」計画も実際には別の男性（秋人）によるものであり、蒔絵を救うためには彼を殺害する必要があるという。
培養槽から溢れ出て暴走する蒔絵の姿に彼女を救えなかったことを悟り、慟哭していたところに全裸の蒔絵の姿に擬態して現れた陽子を看破できず、感激して抱き締めた際に右脇腹をナイフで刺される。そのため、正体を現した陽子の撃ったサブマシンガンの弾丸を能力でかわしきれなくなり、死亡する。その後、UDが「チーター」を使役していた本当の目的は、彼らを駆逐して犯罪の無くなった綺麗な世界で蒔絵と暮らすことだったと、瑞樹の口から明かされている。
物語開始の18年前には藤村夫妻と共に科警研に所属しており、犯罪予防のために設立された新たな部署の代表者として、義弟・秋人の検査に取りかかる。その結果、秋人の身体に存在する未知のウイルスの影響で「チーター」として覚醒したことが、記録映像から明らかとなっている。

林西トオル（りんざい トオル）
「UDの使い」を自称する青年。顔には大きな傷痕3本が横断しているなど、『エデンの檻』の登場人物・林西トオル（の素顔）に酷似する特徴を持つ。「チーター」の1人でもある。
ワンボックスカー内で鈴音の仲間たちに輪姦される寸前だった結衣のもとへ現れ、車内外に群がっていた彼らを後述の能力で皆殺しにすると、結衣を手錠から解放して元の衣装や武器を与え、早希の窮状を伝えて彼女のもとへ向かわせる。その後、ピカソの爆殺予告による警視庁庁舎の混乱に乗じる形で、警視総監たちを殺害する。警視総監たちの死因が水浸しの床で感電死という、鈴音の仲間たちと同様だったことからも、能力は電気を操るものと考察されている。その後、UDとの密会時には彼に発現させられた能力であることが明かされている。
単独行動中の結衣を追跡中のコウと舞夜を襲撃した際には、彼らの車の電子部品をワイヤー付きのナイフを介した電撃で破壊して事故に遭わせているが、そのことはコウの新たな能力の覚醒にもつながったため、黒い眼と化してさらなる電撃に雄叫びを上げた彼と同様に黒い眼と化す舞夜を、目の当たりにすることとなった。
鈴音と響の犯行については「警察へのいいアピールになった」と評しているが、「チーター」の存在については明るみに出したくないため、ピカソの趣旨や犯行については危惧しており、睦夫の犯行の際には結衣を失いかねないUDの考えにも疑念を持つほどである。また、女性を危険な目に遭わせることは好まない主義であることを、たびたび口にしている。そういったこともあり、UDとの密会時には彼が「約束」を違えた場合は許さず、独断で動くことを明言している。
上記のことも含めて情に厚い一面を持っており、知人の冬弥が全身火傷で入院した際には、彼から頼まれて「顔の古傷が痛んだ」としてコウを迎えにオートバイで藤村家を現れ、彼を乗せたまま追手の覆面パトカーを振り切る走りぶりを見せた後、病院を後にしたコウを練馬駅まで送ることすら行っている。なお、その際にコウと交わした会話から、蒔絵についてはUDから何も知らされていないことが示唆されている。UDが陽子に殺害された際には、秋人の情報を得るためにUDや瑞樹とは別行動を取っており、UDのネットワークが早くから秋人に乗っ取られていたことを、勝田を締め上げることで掴んでいる。
表の顔はUDと同じ部署に所属しており、特別入館許可証を見せることで警視庁庁舎に出入りできる。また、昔は秋人の生徒の1人にして妻子を持つ身だったが、それゆえに妻子を殺害してしまった過去を持ち、その贖罪のためにも秋人を止めようとUDに協力していたことを、妻子の眠る林西家の墓参りの際に瑞樹に明かしている。
教会では秋人の伏兵たちに銃口を突きつけられて絶体絶命の瑞樹を電撃で救うが、すでに伏兵たちとの戦闘で負傷しており、その手強さとなおも続く戦闘でコウたちのもとへは駆けつけられないことを悟る。
最終決戦後には1か月間の昏睡から目覚めたコウの居る警視庁庁舎を後に、バイクで走り去っていく。

村雨瑞樹（むらさめ みずき）
【性別：女 / スリーサイズ：B90（Eカップ）】
SUZUMIYAの売場爆破事件を報じるニュース番組を、バーでトオルと共に見ていた美女。毛先が所々跳ねたショートカットの金髪に、右眼が隠れるほど長い前髪や、同性すら赤面させる妖艶な魅力が特徴。「チーター」の1人でもある。
表の顔は警察官であり、警視総監たちの感電死による6係の上層部の混乱に乗じる形で、九重の後任に就く。喫煙者であり、紫煙を漂わせながら文字通り煙に巻くような言動が多い。
「チーター」としての通称は、理性を崩壊させて本能をむき出しにさせる毒を体液として生成する能力や、それを指輪の仕込み針で対象へ注入することにちなみ、「スティンガー」（毒針）。6係への着任時には通称通りの「最初の仕掛け」に動き、コウの性的魅力を褒めることで結衣たち3人にも気づかれずに彼へ毒を注入し、勃起や淫夢を引き起こさせている。そのことはコウの共鳴能力の覚醒にも影響し、結衣に睦夫を斬首させることにつながった。また、この毒は唾液として素肌へ塗布しただけでも強力な媚薬のように作用するため、拘束を経て露出させられた胸元へ塗布された結衣や早希が、首筋にも噛みつきによる出血を伴いながら注入された際には、瑞樹の性技とも相俟って強制的に発情させられている。そのほか、蒔絵の毒を中和できる毒を生成する能力も持っており、こちらは彼女の浮かぶ培養槽の液体を介して作用させている。
舞夜に人事部をクラッキングされた際にはUDへ報告する前に独自で対処し、舞夜のノートPCを逆にクラッキングして破壊へ至らしめるなど、コンピュータ技術にも長けている。
蒔絵の毒の中和に際してはUDに抱き寄せられて嬉しそうに応えるほか、彼の目の前で平然と全裸になるうえ、それを終えた後も全裸のまま寄り添って股間へ手を伸ばすなど、UDには仲間以上の感情も抱いている。そのため、培養槽内の蒔絵には皮肉を浴びせている。
慶東大学の研究棟では蒔絵の救出に乗り込んできた結衣と早希を毒で強制的に発情させたうえ、UDと蒔絵のもとへ向かったコウを余所に自分は昏倒させた舞夜を発情させようとするが、悶えながらも起き上がった結衣と早希に拳銃を突きつけられ、人質としてUDのもとへ引き出されたところ、彼に用済みと見限られてコウと結衣たち3人ごと能力で圧倒される。まもなく、失神から目覚めた際にはコウと同じく黒眼化した結衣と早希を目の当たりにした舞夜に、彼女が毒を注入されていないことからコウの覚醒がまだ不十分となったため、蒔絵の能力は無効化されずに暴走したことを明かす。陽子の撤退後には彼女に殺害されたUDの死体を抱えながら泣き叫ぶが、3日後にはコウと結衣たち3人にUDの本当の目的を明かすと、それを実現させるために阻止するはずだった秋人によるクーデターをUDに代わって阻止しようと、協力を要請する。
教会では内部へ乗り込んだコウたちと九重のバックアップを担当し、部下たちを率いて秋人の死体の回収に向かおうとするが、彼の伏兵たちの奇襲で部下たちを全滅させられ、自身も射殺されそうになったところをトオルに救われる。1か月後、昏睡から目覚めたコウから蒔絵のことを聞かされた際には、心臓だけの彼女が最後の再生能力を用いてコウを救ったと分析している。
最終決戦後には6係で九重の補佐に就いた模様。

### 警視庁の関係者
暁源三（あかつき げんぞう）
カレンの犯行後、後輩の刑事を連れて北上総合病院を現場検証やコウたちへの事情聴取に訪れる一課の刑事。ボサボサの短髪に顎鬚、喫煙など、『EX 少年漂流』の登場人物・暁源三に酷似する特徴を持つ。現場や事情の不可解さに加え、結衣たち3人やカレンの存在を確かめられないことを不審に思う一方、上層部からの圧力による捜査打ち切りを予感する。
6係の九重を先輩に持つ妻帯者でもあるが、彼には初体験の相手が42歳のデリヘル嬢だったという弱みを握られているため、頭が上がらない。コウのひき逃げ犯や、その事故のきっかけであるひったくり犯が捕まらず、関係者たちが皆行方不明となった（ひったくり事件の被害者である老婆に至っては、調書に書かれていた住所も名前もでたらめだった）ことを突き止めたところ、その報告相手である九重から続けて前述の弱みを盾にコウの個人情報の洗い直しを命じられる。その調査結果は九重にコウへの興味を深めさせることとなったが、それと同時に九重がUDから疎まれることにもつながった。
対ピカソ戦で爆破されたSUZUMIYAの売場を現場検証に訪れた際には、被害者に8歳の少女が含まれることに自分の息子のことを重ね、灰谷と共に心を痛めている。また、警視庁庁舎では自動販売機の紙コップコーヒーの味が（錆の混入で）激変していたことへの苦言が、コウと早希にピカソの狙いが警視総監の庁舎ごと爆殺であると気づかせることとなった。

6係の刑事たち
結衣たち3人と同様に「チーター」へ対処する刑事たち。物語開始当初は九重の指揮下にあり、以前から内偵を進めていたリッパーをはじめ「チーター」たちの確保や、コウとその家族たちの監視などを担当する。
ひなたの担当者は、彼女の拉致に出動したユリエに犯行現場の付近で殺害される。コウの担当者2人は、結衣たち3人の住むマンションからひなたの救出に独断で出動するコウに捕縛されたうえ、乗ってきた自動車を使われる。また、その後日にはマンションを訪れる際のUDに車内で無抵抗のうちに即死させられたことが、九重の台詞で明かされている。
教会では瑞樹に率いられ、棺を手に秋人の死体の回収任務に就くが、彼の伏兵たちの奇襲に遭って全滅させられる。
千葉県警察の署長
山田家の別荘で鈴音と響が起こした堂島たち4人の斬殺事件を、彼らが不法侵入を経てシンナーを吸引した果てに起こした火災事故と発表した、千葉県警察の署長。斬殺事件だったことや6係の隠蔽工作を知らない立場であるため、鈴音と響の犯行映像を取材記者に見せられて質問された際には、愕然として何も答えられずに困惑するだけであった。
灰谷銀次（はいたに ぎんじ）
ピカソに爆破されたSUZUMIYAの売場を、若手の職員たちを連れて現場検証に訪れた鑑識課の職員。経歴25年のベテランであり、暁から敬われているほか、若手の職員たちからは「おやっさん」と慕われている。
ピカソの被害者に8歳の少女が含まれることに自分の孫のことを重ねて心を痛めたほか、職務上初の不可解さ（普通の爆破事件では必ず残っているはずの爆発物の残骸や原料の化学物質が検出されなかったこと）に眉をひそめる。その後、鑑識課は（UDからの）匿名のメールという形で九重からの伝言を受け取り、「見えない爆弾」の正体を6係へ伝えることとなる。
警視総監
秋葉原のライブハウスの大爆発事件を受け、警視庁で謝罪会見を開いた警視総監。大勢の取材記者たちへ頭を下げた直後、彼らの情報端末へピカソによる自分の爆殺予告が届いたことに驚愕する。それ以降はSPと6係による厳戒警備を受けることとなり、予告当日にはコウと早希の機転で会議室の大爆発から間一髪で救われたものの、混乱に乗じて潜入していたトオルに周囲の幹部たち5人ごと感電死させられてしまう。
横山（よこやま）
警視総監の爆殺予告以降、連絡が付かなくなった九重を探しに6係へ戻ったコウと結衣たち3人のもとへ、九重が保護プログラム下に置かれたことの報告と警視総監の身辺監視の厳命に訪れた警視長。禿げ上がった頭部が特徴。6階級下の早希からタメ口で話しかけられることを嫌うだけでなく、舞夜の捜査方針についても高圧的な態度で叱咤して否定する（予告日以前の襲撃を考慮に入れていないことを責める台詞自体は、警視庁の捜査方針においてはきわめて正論である）厳格さを持ち、責任者不在となった6係の指揮を臨時に執るが、出動する際の舞夜には前述の理由から「ハゲ部長」と捨て台詞を吐かれる。
警視総監の感電死後には、警視庁内に「チーター」への内通者が存在していたことに動揺する一方、上層部の指示で6係へ瑞樹を連れてくる。なお、去り際の台詞によれば、瑞樹が「チーター」であることは知らない模様。UDの死亡後には、重傷のコウ・結衣・早希を6係専用医療ルームへ入院させるように図ったことが、軽傷ゆえにすぐ見舞う側となった舞夜の口から明かされている。
松本（まつもと）
警視庁庁舎の受付嬢。ボブカットの髪型、細いフレームの眼鏡など、『エデンの檻』の登場人物・松本美智香に酷似する特徴を持つ。ピカソの狙いに気づいた早希に会議中の警視総監への取り次ぎを強要されるが、内線電話はすでにつながらなくなっていたため、動揺する。

### コウの関係者
藤村ひなた
【性別：女 / 身長：156cm / 血液型：O型 / スリーサイズ：B80（Bカップ）・W56・H82】
コウの妹。ツインテールが特徴。ブラコン気味の心配性で、泣き虫。中学時代に走高跳選手として全国大会へ出場した経験を持つ高校生で、陸上部部員。野球場で観戦中のコウの台詞によれば、千葉ロッテマリーンズのとある選手のファンである模様。
コウを巡る何度もの不運に見舞われているうえ、彼の溺愛と心配の対象となっており、ユリエに拉致された際にはひなたの救出に独断で出動するコウが自分の監視員2人へコルトM1991A1を突きつけて捕縛し、彼らの自動車を使うまでに至った。また、ユリエの潜伏先では合成ドラッグを注射されたために歩行もままならなくなり、その後も注射を重ねられて弄ばれてしまう。駆けつけたコウに抱えられる際には、意識が混濁して呼吸も会話も満足にできないほど衰弱していた。そのままコウに車で警察病院へ収容されるはずだったところを、ユリエへの苦戦を経て収容が遅れたためにそこで死亡したように描かれたが、実は6係の保護プログラム下に置かれており、「ユリエに金で雇われた外国人の手で残酷に殺害された」と死亡を偽装され、北海道へ避難させられた。
東京国際空港でコウが見せられた姿はまだ車椅子に座れる程度だったが、容体を担当医へ尋ねた九重の台詞によればもうすぐ立てるようになり、後遺症も残らないだろうと説明されたうえ、その後のモノローグでは近いうちに東京へ戻ってくることが示唆されている。その示唆通り、2か月後には瑞樹の要請に応じた九重と共にコウとの再会を果たして6係に合流することとなったうえ、それに先んじて身体能力の高さを見い出した九重のスカウトに応じ、富良野の訓練所で1か月間の訓練を受けている。九重の台詞によれば、飲み込みの早さは訓練所の面々を驚かせていたとのことで、6係へ合流した際にも肩に手をかけてきた舞夜の体勢を素早く崩し、その際に抜き取っていた彼女の拳銃を突きつけるという体術を見せ、舞夜や結衣を驚かせている。
コウへのブラコンは避難前より重くなっており、6係での同僚となれたことに歓喜する姿に加え、人目も気にせず彼の胸へ飛び込んで身体を密着させながら思いを吐露する姿は、結衣や舞夜の嫉妬を呼び覚ましている。
教会ではトンファー型警棒を手に璃子と交戦し、優勢に立たれても凹まずに悪態を吐く奮闘を見せる。まもなくコウと共に結衣のもとへ駆けつけた際には秋人に人質に取られそうになるが、そこで失神中に黒眼化を果たして彼の能力を無効化し、コウの勝機を作ることとなる。実は母の胎内に居た当時から無効化能力を持っており、それを知らないままブースター役のコウと共に成長したことが、前述の勝機につながっている。
最終決戦後には6係の一員としての活躍が板についてきたようで、結衣たち3人にも高く評価されている。

コウとひなたの両親
父・藤村冬弥（ふじむら とうや）は大学講師、母は専業主婦として一軒家で幸せに暮らしていたが、実は2人とも物語開始の19年前までは警察庁のエリートだったうえ、何らかの理由で退職した直後に結婚しており、生後間もないコウを養子に迎えてそれらの事実を隠したまま、後にもうけた実子のひなたと兄妹として育てていた。暁に命じて洗い直させたコウの個人情報からその事実を知った九重は、両親への面会を何度か試みたが、上層部からの許可が下りなかったために失敗している。
コウについては「行方不明」を知らされても避難時に伝言すら残さなかったが、ひなたについては「死亡」を知らされると葬式を挙げる気力も出ないほど落胆し、抜け殻のようになって北海道へ避難させられた。しかし、実際にはすぐ藤村家へ戻ってコウの影武者と3人で生活していたことに加え、妻と共にコウの育ての親となっていたのもUDの「コウを心身ともに健康に育てろ」との命令によるものだった（そのため、舞夜にはコウをずっと騙していた偽物の家族にして敵と見なされている）ことが、自宅の火事で夫婦とも全身火傷の重症となって収容された病院のICUへ駆けつけた、コウへの台詞で明かされている。また、トオルの知人でもあった冬弥は、蒔絵からコウへのペンダントを託されていた。その後、このペンダントはロケットペンダントであることが判明し、内部には赤子姿のコウを抱く蒔絵を写した写真が収められていた。
物語開始の18年前にはUD（阿久津）と共に科警研に所属しており、彼による秋人の検査にも協力していた。すでに母はひなたを身籠っており、胎児の彼女が能力を発揮したことで秋人は蒔絵を手放して逃走することとなるが、彼はそれを蒔絵の傍にいた赤子のコウの能力と思い込んだため、最終決戦の際に真実を悟って驚愕することとなる。

左治一馬（さじ かずま）、石黒（いしぐろ）
城南大学でのコウの友人たち。左治は頭にタオルを巻いていることや色黒の素肌など、『エデンの檻』の登場人物・左治一馬に酷似する特徴を持っており、コウに呼ばれるあだ名も同じく「ザジ」である。なお、着ているシャツには「真心」と書かれている。
大学では「交通事故で長期入院による休学中」であるコウとの再会に喜ぶ一方、「恋人」である結衣を紹介してきた彼に驚いて色めき立つと共に、有名人である鈴音のことをコウへ説明する。まもなく、結衣と鈴音の名乗り合う宣戦布告を三角関係の修羅場と解釈し、鈴音の立ち去った後には「二股」の当事者であるコウへ怒りを向ける。宣戦布告の場に立ち会ったという縁から、その後日には左治が前述の件の伝言役となった。また、左治はレイブパーティーの会場でコウと落ち合うことになっていたが、落ち合えずに日本酒「魔・久部」の瓶を手にしてパンツ1枚の身体に「ガンダム」と書いた姿で「翔べ! ガンダム」を歌いながら草むらから出てきたところ、コウの応急処置中の結衣と出くわして救急車や警察への連絡を急かされ、慌てて下山する。
ピカソの捜査開始前におけるコウの台詞によれば、左治はちぇりーぱいのライブにコウを無理矢理連れていくほどの大ファンである模様。

蒔絵（まきえ）
コウの生みの母（母体）。四肢や胴体が自然に分断するまで自身を崩壊させる毒を生成する能力と、その状態で自身を死なせず元通りに再生する能力を併せ持つ後天的な「チーター」であり、慶東大学の研究棟へ置かれた生命維持装置の培養槽内で崩壊と再生を日に何回も繰り返している。左手の掌には、冬弥のもとを経てコウへ託されたペンダントの表面と同じく、十字架の刻印が存在する。
瑞樹の台詞によれば、再生時に崩壊時の断面などはすべて消失するのに対し、刻印だけは消失せずにそのまま再生しているほか、蒔絵の毒は徐々に強まっており、最近では瑞樹の毒で中和しきれなくなっているため、いずれは意志を持たない肉片にしか再生できなくなるという。また、UDの台詞によれば、コウの2歳当時にとある事件に巻き込まれて「チーター」化したうえ、それ以降は培養槽内でしか生きられなくなり、現在に至ったという。その後、研究棟へ突入したコウには巨大な肉塊の姿で発見され、黒眼化を果たした彼に破壊された培養槽から溢れ出る。コウに触れられてもUDの予想に反して元の姿に戻らず、異常な速さで崩壊と再生を繰り返す暴走を始め、無意識下でコウの名を呼び続けていたが、陽子の撤退後にはコウの昏倒に並行して暴走が止まる。53時間後、コウはUDと蒔絵の死を知らされるが、彼女の肉塊の一部は完全死を迎える前に陽子が持ち去っており、アタッシュケースを経て秋人へ手渡された瓶の中で、心臓としての脈動を続けていた。
物語開始の18年前には弟・秋人の逮捕を知り、赤子のコウを抱き抱えながら科警研に駆けつけている。UDたちによる「検査」で無残に変わり果てた姿の秋人を哀れみ、最後はせめて苦しませずに死なせてもらおうと彼のもとへ踏み込むが、その際に首筋へ噛みつかれたことで能力を感染させられ、失神する。結果的にはコウのおかげで秋人に拉致されずに済んだものの、その後に発現した崩壊と再生の能力は蒔絵を苦しめることとなった。
教会では秋人の手の中で瓶ごと弄ばれていたが、最終決戦の際に彼の手から瓶が落ちて割れたことで解放される。秋人の死亡後には、結衣をかばって十字架の下敷きとなったコウのもとへ元の姿で涙ぐみながら現れ、彼らを救おうと覆い被さる。まもなく、蒔絵の肉体は焼け落ちる教会と共に燃え尽きてしまうが、1か月後に昏睡から目覚めたコウには、秋人に切断された右手を再生してくれたことも含め、深く感謝されている。なお、瑞樹の台詞によれば、刻印は科警研から秋人が逃走する際にコウが左手の掌に負った火傷を、蒔絵が能力で自らに移したものであるという。

### 6係の関係者
九重右弦（ここのえ うげん）
【性別：男 / 身長：178cm / スリーサイズ：B100cm（AAAカップ）】
物語開始当初は6係の責任者として登場。階級は係長（警部）。妻帯者。ボサボサの頭髪や眉毛、眼鏡、無精髭、喫煙、他人を見下す口調、巨乳好き（単行本第5巻巻末のおまけ漫画では、「おっぱいマスターK」という異名も持つ）など、『エデンの檻』の登場人物・九重右弦に酷似する特徴を持つ。
「チーター」の跋扈する社会を「ユートピア」ならぬ「デストピア」と評し、6係の面々を率いて「チーター」に対処しているが、彼らにとって「バケモノ」であるコウを自分たちにとってもその能力ゆえに異例な存在と見なしており、彼にそれらのことを説明した後は厳しく、時には冷酷に接していく。コウから携帯電話を没収して外部との連絡手段を絶つと、リッパーの犯行現場に残っていたコウの指紋を盾に彼を脅迫し、結衣たち3人による24時間監視下に置くだけにとどまらず、「ノイズ」の視認能力を持つコウの身体を警察直轄の病院に隅々まで検査させる、後輩の暁には彼の弱みにつけ込んでコウの個人情報を洗い直させるなど、非合法な行為も平然と行っている。しかし、冷酷無比というわけではなく、ひなたをユリエに拉致されたことに際してはコウへ素直に詫びており、規則違反に近い数々の個人的な支援、見舞いや労いを欠かさないなど、良い後見人ぶりも見せる。また、夏奈子のことを語る際や高橋の下着姿を見た際に鼻の下を伸ばすなど、結衣たち3人から呆れられるほど人間味のある一面も垣間見せている。そういった上司としての几帳面な人柄は深く信頼されており、後述の解任時には心配したコウと彼女たちが6係へ急行することとなった。
コウを24時間監視下に置いてからは彼に拳銃の使い方をはじめとした訓練を施す一方、コウのひき逃げ事故の関係者たちやそのきっかけとなったひったくり事件の関係者たちが皆行方不明となったこと、そしてコウの身体の検査結果が自分のもとへ降りてこないことに、庁内の知らない場所で大きな力が働いていると分析する。その後、暁から得たコウの個人情報の調査結果に興味を深め、彼を結衣たち3人のチームへ組み込ませ、その脅威を痛感しつつも対「チーター」戦力として行使していく。
対ピカソ戦では思案の末に彼の能力を看破した直後、保護プログラム下へ置かれて捜査から外されてしまうが、辞令も無しに係長を解任されて連行されたうえ、その後に正体がUDであることまでは看破できずに彼と会話した際の台詞からも、実際の理由はコウの過去について探り過ぎたためであることが示唆されている。保護プログラムを了承する代わり、ピカソの「見えない爆弾」の正体を6係へ伝えるように依頼した後、沖縄で「保護」されていることが瑞樹の台詞で明かされていたが、UDの死亡後には瑞樹の要請に応じて東京へ戻り、それに先んじて6係へスカウトしておいたひなたと共にコウや結衣たち3人との再会を果たすこととなった。その際には警察庁資料室に眠っていた科警研での秋人の記録映像を持参しており、「チーター」が未知のウイルスによる人間の新たな進化の形かもしれないことや、結衣の一神影流による斬首なら秋人を絶命させられるかもしれないことを語る。
教会では秋人の伏兵たちとの銃撃戦を展開する一方、首だけの状態で銃撃を受けてもなお再生しようと蠢く秋人を前に、同じく危機に陥った瑞樹と連絡を取り合うが、そこへ現れた璃子にナイフで重傷を負わされ、秋人の首を奪取される。その後は皆と共に脱出しており、焼け落ちていく教会を目の当たりにすることとなった。
最終決戦後には復帰した6係で指揮を執り、遅れて復帰したコウを皆と共に出動させている。

高橋あすか（たかはし あすか）
【性別：女 / スリーサイズ：B83cm（Cカップ）】
物語開始当初は北上総合病院でコウを担当する女性看護師として登場。暖色系のショートヘアに睫毛、シャープ寄りの輪郭など、『エデンの檻』の登場人物・高橋あすかに酷似する特徴を持つ。赤谷と同じく勝田の裏の顔やカレンの存在を知らないまま、コウを退院まで担当する。コウの入院中の夜、ナースコールに応じて彼を車椅子に乗せてトイレまで案内するが、単独での排尿を訴える羞恥心を察してコウのもとを離れた直後、カレンに失神させられる。カレンの顔を覚えていなかったため、警察による事情聴取の際には何も答えられなかったが、コウの抜糸の際にはそれまでと変わらない様子で付き添っていた。
対鈴音戦後には九重にスカウトされて6係の関係者となっており、6係専用医療ルームで勤務している。前述の経緯から結衣たち3人にも顔を覚えられていたため、治療中のコウの病室へ向かう彼女たちを出迎えた際には驚かれた。また、病室ではコウへのお詫びに自分の衣服を脱ぐと見せかけた舞夜の悪戯で看護服をまくり上げられ、目の前の彼や九重にパンティーはおろかブラジャーも見られるという目に遭っている。

八神葵（やがみ あおい）
早希の姉にして慎の婚約者。容姿は早希とよく似ており、後ろ髪も立たせているが、その量は彼女より多く長い。また、男口調やボクシングなどの要素も早希と同じく持っており、後述の理由から彼女へ影響したことがうかがえる。
学生時代に自動車事故で死亡した両親に代わって早希を大切に育てており、彼女から唯一の肉親かつ尊敬の対象として慕われていた。物語開始の2年前には慎との愛を育んで婚約に至るが、婚前旅行で同乗していたバスが川岸から転落し、死者13人、行方不明者5人もの被害者が出る事故に遭ったうえ、その際に共に負傷して昏倒した慎の目の前で、自分の名前を知る何者かに拉致される。そのことを知らない世間へは、行方不明者の1人として発表されている。
舞夜がUDを自分の仇敵と確信した際の台詞によれば、早希に利用価値があるうちは生かされているとのことだったが、UDの死亡後には彼のもとではなく秋人のもとで生きていたことが明かされた。早希や慎の知る当時とは違ってほぼ無表情となっており、慶東大学の研究棟から戻ってきた陽子に早希と会ったことを聞かされても、「関係ないから」と受け流している。
瑞樹の台詞によれば、秋人に対する役割はコウに対する結衣たち3人と同じく、秋人の能力を増加させるブースターに相当するという。また、陽子の台詞によれば、秋人のもとで生きていた理由は、彼の手が早希に及ばないように身代わりとなったためである模様。
教会では早希と交戦し、陽子の語った前述の理由に驚愕した早希をボディブローで失神させるが、脱出を経て6係に確保された後も秋人からは逃れられないとあきらめきっていたため、救出を経て目覚めていた早希に叱咤される。
最終決戦後には考えを改め、秋人の事件の証人も兼ねて6係に協力している。逃走中の「チーター」を有無を言わさずパンチの一撃で無力化させるほどの手腕を発揮するため、舞夜からは早希以上に高く評価されている。
後年発表された作品『サタノファニ』では、女性囚人の暗殺者として登場している。

九重夏奈子（ここのえ かなこ）
【性別：女 / スリーサイズ：B97cm（Iカップ）】
九重の妻。ユリエを確保後の九重が東京国際空港からの帰路中、同乗していたコウが見つけた九重の携帯電話の待ち受け画面に写っていた。垂れ目、巨乳、リボンでまとめた真ん中分けの長い後ろ髪など、『エデンの檻』の登場人物・大森夏奈子に酷似する特徴を持つ。
九重が鼻の下を伸ばしながら語った説明によれば、愛妻にして元CAであり、出産間近である模様。

### 「チーター」の被害者
山本（やまもと）
TIGER & HONEYでカレンが担当する常連客の1人。薄めな頭髪と小太りな体形が特徴。同店での事後を経てカレンの甘言に乗せられ、親のワンボックスカーを持ち出してカレンの片棒を担いでしまう。コウを拉致しての運転中、カレンの殺意に動揺したところへ早希に自動車を激突され、逃亡する際のカレンにフロントガラスから引きずり出される。その後、草むらへ潜伏したカレンに馬乗りで罵倒されながら鼻から下が顎ごと陥没するほど殴られて殺害され、眼球はハサミでえぐり出されて「彼氏」の1人となった。
コウへの拳銃指導中における結衣の台詞によれば、カレンの事件を秘密裏に処理する際には廃ホテルへ肝試しに入った若者たち5人と一緒くたに、飲酒運転による正面衝突事故の被害者として設定された模様。それを報じる新聞には、フルネーム「山本崇」も掲載されていた。

鈴木涼（すずき りょう）
ユリエに殺害された美女の1人。年齢は23歳。OLとして働いていたが、第7話開始の2週間前に行方不明となり、家族から捜索願が出されていた。その後、第7話終盤に顔の表皮を剥がされてドレスを着せられた死体が、中央区銀座の繁華街裏路地で酔っ払いに発見される。
一連の事件を説明する九重の台詞によれば、2か月前の犯行開始当初の被害者たちは刃物で表皮を切り剥がされたが、涼は素手で顔を掴まれてそのまま引きちぎるように表皮を剥がされたことが、鑑識課によって判明している。

鈴木洋（すずき ひろし）
鈴音と響に殺害された男性の1人。年齢は26歳。医療機器メーカーの外回りに疲れての一休み中、妖しい舌使いを見せて誘惑してきた鈴音にラブホテル「ぱすてる」へ連れ込まれ、白昼から素人の美女を相手にセックスを楽しめると期待しながら先にシャワーを浴びるが、ベッドで待ち構えていた全裸の鈴音と響に3Pを提案されて動揺した後、頭頂部から股間まで縦真っ二つに斬殺される。後の現場検証時、刃物を用いた様子が見られないにもかかわらず鋭利な断面の死体は、全裸のまま向かい合って横並びにされたアームチェア2つにそれぞれ座った姿勢で飾られており、断面から溢れ出た血液はコウへの挑戦状を意味する「次はお前だ 藤村洸」を室内の壁へ書き記すために用いられていた。

堂島悟（どうじま さとし）
榊文也（さかき ふみや）、矢島高志（やじま たかし）、後藤護（ごとう まもる）ら仲間3人と共謀し、鈴音を別荘へ拉致したチンピラ4人のリーダー格。洋をぱすてるへ連れ込む鈴音の姿を盗撮した写真を盾に彼女を脅迫してワンボックスカーへ乗り込ませ、車内での前戯に続いて別荘ではビデオカメラを手にダブルベッドでの録画輪姦を目論むが、その直後に通りすがりの女性から自動車を調達して駆けつけた響が鈴音と共に用いたヨーヨーで、縦真っ二つに斬殺される。
読モとしての鈴音を知っており、彼女への脅迫もそれに起因するが、男性である響についても尻を犯そうと目論むなど、見境の無い性欲を見せていた。また、鈴音以前にも同様の手口で美女たちを録画輪姦してはその映像を裏ビデオへ売りさばいていたことが、車内や別荘での会話から示唆されている。
悟の惨死を目の当たりにした仲間3人は文也が頭となって怯えながら凄む（凄む際の台詞や後の千葉県警察による姓名発表から、頭となったのは文也であることが判明している）が、口封じと犯行公開のために悟と同様に斬殺された。

デリヘル嬢
ピカソの注文に応じて店舗から潜伏先へ派遣された、姫カットの長髪デリヘル嬢。本名は不明。デイトレーダーとして羽振りが良く常連客であるピカソのことを気に入っており、セックスに備えての入浴直後にもバスタオル姿で彼を称えていたが、寝室でかつてのピカソ（慎）と葵が写った写真をふと手に取ろうとしたため、激昂した彼に右腕を掴まれてしまう。その直後、寝室から立ち去ったピカソに閉じ込められる形での死亡宣告を経て右腕の激痛に襲われ、泣きながらドアの向こう側の彼へ医者を呼ぶように懇願するが、その間にも右腕は急速に腫れ上がっていく。まもなくドア越しに悲鳴を聞いたピカソの台詞から、そのまま爆死したことが示唆されている。

如月毅（きさらぎ つよし）、如月恵美（きさらぎ えみ）、如月孝（きさらぎ たかし）
毅は結衣の父、恵美は結衣の母、孝は結衣の兄。物語開始の2年前、実家で睦夫の襲撃に遭い、恵美はキッチンで、毅と孝は同じ屋内に開いていた剣術道場でそれぞれ身体を内側から反転させられ、惨殺される。その後、友人2人とのカラオケを終えて帰宅した結衣は恵美の惨死体を目の当たりにしてたまらず嘔吐したうえ、毅と孝の惨死体に絶句かつ落涙する。まもなく、玄関から平然と立ち去っていく睦夫の姿を、結衣は物陰に身を潜めて震えながら見つめることしかできなかった。
単独行動中の結衣を追跡中の舞夜の台詞によれば、毅は一神影流の達人、孝は一神影流の皆伝だったそうだが、いずれも抵抗した形跡も無ければ薬物を使われた痕跡も無く、殺害されていたとのこと。

森元しげる（もりもと しげる）
犯行を再開した睦夫の最初の被害者となった女性・佐藤玲子（さとう れいこ）に続き、被害者となったジムインストラクター。年齢は35歳。『WEB SHERLOCK』に掲載されたうえ、自宅が玲子の殺害現場から最も近いという理由もあり、寝室のベッドで妻・歩（あゆみ）と同衾中だったところを睦夫に狙われる。知らない間に寝室へ現れた睦夫に殴りかかるが、彼の「止まれ」の言葉に身動きが取れなくなり、「跪け」の言葉にその場で跪いたうえ、「黙れ」の言葉に顎が外れて喋れなくなった後、ナイフで惨殺される。その直後、歩もしげると同様に惨殺される。やがて、結衣の匿名通報を経て玲子は「刺殺」、森元夫妻は「絞殺」と6係に秘密裏に処理され、それぞれ別の犯人による殺人事件として報道された。

星宮一族
物語開始の10数年前、UDに財産を狙われたためにすべてを失うこととなった舞夜の親族。舞夜の父はいくつもの大会社を経営する社長だったが、交通事故に遭った際にそれをUDが手引きしたものとは知らず、処理してくれた彼に心を許す。それからまもなく舞夜の父は移動中に心不全で急死し、財産の相続候補だった祖父母や父の兄弟たちも次々と急死する。実は、父の心不全は交通事故の真相を知ったためにUDの能力で発症させられていたうえ、一族の急死はUDに籠絡されていた母による他殺だったが、財産を手にできると歓喜しながらUDとのセックスに耽る彼女もまた、UDの能力で顔面から血を噴き出しながら殺害された。

### 「教会」の関係者
真賀田秋人（まがた あきと）
とある教会の地下で陽子たち3人を従え、彼女たちから「先生」と呼び慕われている、神父服姿の男性。頭頂から左右で色の異なる長髪が特徴。表の顔は敬虔な神父として教会に立っているが、裏の顔はUD曰く「全てのチーターの源となった男」であり、「チーター」を育てて（後述のウイルスを感染させて）政界・財界・国家権力へ潜伏させ、彼らによるクーデターで「チーター」の存在を公表し、「チーター」を「先祖返り」と蔑む人間たちへ裁きの鉄槌を下そうと画策している。後述の理由から、激昂した際には全身に「検査」による傷痕が浮かび上がる。
クーデターの決行4日前には、コウと結衣たち3人、UDと瑞樹の抹殺を陽子に命じたうえ、その際には自身曰く「たった一つの憂い」を晴らすため、蒔絵の肉塊の一部を回収させている。蒔絵の弟にしてUD（阿久津）の義弟であることから、コウにとっては叔父に当たる。
物語開始の18年前にはUD曰く「姉に寄生していた真性の屑」の青年であり、金を持たされてアメリカへ放逐されていたが、帰国して素手で女性2人をバラバラに殺害したことから逮捕され、厳重に拘束された状態で科警研へ送られる。常人とは異なる遺伝子を検査される際に常人なら確実に死亡する凄惨な処置を受けさせられた結果、細胞が死の直前に若返る分化転換を起こす身体であることが確認される。そのため、能力が不老不死かつ超再生と推察される一方、身体からは血液を媒体とする未知のウイルスが検出される。秋人を哀れんだ蒔絵の隙を突いて能力を感染させると、拘束を解いて彼女を抱えながら所員たちを殺害して脱走を図るが、失神した蒔絵の手からこぼれ落ちたコウが無自覚のうちに放った無効化能力（実際は母の胎内に居たひなたによるもの）で自分の能力を阻害され、苦痛のあまり蒔絵を放置して脱走せざるを得なくなった。そのため、現在では心臓だけの姿に変わり果てた蒔絵に歪んだ愛情を向ける一方、コウには激しい殺意を向けている。トオルの台詞によれば、前述の脱走後はUDのネットワークを乗っ取って自分の行方を隠す一方、コウの行方を捜していた模様。
クーデターの決行前日には、教会で新郎新婦に扮したコウと結衣の奇策に遭って斬首されるが、その首は九重による銃撃を浴びてもまだ生きているうえ、再生しようと蠢いている。まもなく、璃子が九重から奪取して秋人の身体のもとへ向かう際には、彼女の身体を譲られたことで結衣を圧倒して自分の身体を取り戻す。復活した後はコウの目の前で結衣を刺殺するが、激昂した彼の手刀打ちの一撃で心臓をえぐり出される。咄嗟に結衣の刀でコウの右手首を切断して難を逃れるが、人質に取ったひなたの無効化能力で自分の再生能力を無効化されて苦しみだしたところ、コウに燃え盛る炎の中へ叩き込まれて焼き尽くされる。結衣の台詞によれば、教会の焼け跡からは陽子たちと同様に焼死体が発見されたという。

陽子（ようこ）
慶東大学の研究棟へ潜入して蒔絵の暴走による混乱に乗じ、全裸の彼女の姿に擬態して現れた美女。「チーター」の1人でもあり、他人の姿への擬態能力にちなむ「カメレオン」の通称を持つ。擬態に先んじてプロテクターで武装しており、α1（アルファワン）と名乗って秋人との電話中に外したガスマスクの下の素顔は、ロングヘアをポニーテールにまとめた普通の女性であるが、蒔絵の培養槽の置かれた部屋へ向かう際にはコウの銃撃で負傷した護衛のチンピラの1人からその場所を言葉巧みに聞き出したうえ、平然と約束を反故にしてチンピラの喉をアーミーナイフで掻っ切って殺害するなど、冷酷な性格を覗かせている。また、秋人と同じく瑞樹には通称で知られており、負傷したUDが能力を放った際にそれを見越して跳躍でかわすなど、高い身体能力を持っている。
培養槽の置かれた部屋では、UDに抱き締められると同時に隠し持っていたナイフで彼の右脇腹を突き刺し、擬態を解除する。その直後、跳躍先に置いていたプロテクターからサブマシンガンを取り出してUDを射殺すると、舞夜と瑞樹のことも射殺しようと銃撃を浴びせるが、黒眼化中のコウや結衣たち3人の身体能力が向上することは聞かされていなかったため、結衣と早希の連携攻撃に遭って形勢を逆転されそうになり、M18 SMOKE GREENを用いて煙幕に紛れ、撤退する。しかし、それに先んじて回収していた蒔絵の肉塊の一部は、秋人の手へ渡ることとなった。
教会では舞夜と交戦するが、先の戦闘時とは違って回復した身で殺意に燃える彼女の戦術に押され、至近距離からの銃撃で負傷し、またも煙幕に紛れて葵のもとへ現れる。葵に失神させられた早希から衣服と拳銃を奪って彼女に擬態し、駆けつけた舞夜を欺いて背後から射殺しようと目論むが、すでに気配の違いから看破されており、さらなる至近距離からの銃撃を受ける。弾切れを迎える多数の銃弾を浴びてなお、最後の力を振り絞って舞夜を2階から突き落とすと、璃子を秋人の首の奪取に向かわせるためにテルミット焼夷弾で援護し、死亡する。
針ヶ谷冬花（はりがや とうか）
とある教会の地下で陽子の帰りを待っていた美女の1人。「チーター」の1人でもあり、オールバックのロングヘアと眼鏡、携えた竹刀袋が特徴。雄々しい口調でコーヒーを飲みながら、陽子の回収した蒔絵の肉塊入りのアタッシュケースを評する。
教会では結衣と交戦し、骸流薙刀術（むくろりゅうなぎなたじゅつ）の使い手として、竹刀袋から取り出した薙刀で彼女の剣術を凌駕し、優勢に立つ。剣術家としての誇りにこだわらず刀を投げて拳銃を用いるという結衣の奇策を、「チーター」としての動体視力や骸流薙刀術で銃弾を切断しながら凌ぐが、コウが援護射撃に入ったことでまもなく薙刀が折れたため、眉間への銃撃で死亡する。
火垣璃子（ひがき りこ）
とある教会の地下で陽子の帰りを待っていた美女の1人。「チーター」の1人でもあり、ウェーブの入ったショートヘアと十字架の紋章を彩った爪が特徴。軽々しい口調でナイフを弄びながら、UDしか殺害できなかった陽子を自信満々にからかうが、彼女に軽くあしらわれて激怒する。
教会ではひなたと交戦して優勢に立つが、首だけの秋人の身を案じた陽子の指示に仕方なく応じ、彼女の最後の援護を受けながらその場を離脱して九重から秋人の首を奪取すると、彼の身体のもとへ向かう。しかし、到着までの生命維持のために新鮮な血液が必要となった秋人に応じ、ナイフで自分の頸動脈を切断して噴出する血液を彼の首に浴びせ、ついには自分の首を切断して身体を秋人に譲る。その後、放置された璃子の首は、秋人の身体のもとへ向かうコウとひなたに発見されている。

### その他の人物
赤谷（あかたに）
北上総合病院でコウを担当する医師。逆七三分けの頭髪に眼鏡が特徴。コウのカルテを共に診た勝田の裏の顔や、彼を使役して暗躍するUDやカレンの存在を知らないまま、高橋と共にコウを退院まで担当する。緊急手術後の夜中に麻酔が切れて痛みに苦悶するコウには「クソ医者」と陰口を叩かれるが、本人はカレンの犯行を未然に防げなかった病院のセキュリティの低さを恥じており、コウの抜糸を終えた際にはそのことで頭を下げるほどの至って真摯な人物であったため、彼を恐縮させていた。
なお、『EX 少年漂流』にも眼鏡をかけた同名の医師が登場していたが、本作の赤谷とは容貌がかなり異なる。
勝田（かつた）
北上総合病院に勤める壮年の医師。赤谷たちに「使えない」と評される迂闊な表の顔とは裏腹に、「特別な眼」の持ち主であるコウの情報を携帯電話でUDをはじめとする「チーター」へ提供する「退職前の小遣い稼ぎ」を行うなど、冷酷な裏の顔を持つ。
カレンの事件以降の動向は長らく不明だったが、林西家の墓を訪れたトオルの台詞によれば、UDや瑞樹とは別行動で秋人の情報を追っていたトオルに裏の顔を突き止められて締め上げられ、UDの構築した「チーター」同士のネットワークが早くから秋人に乗っ取られていたことを自白した模様。
金本一（かねもと はじめ）
一課によるフェイスの容疑者リストのうち、結衣たち3人が調べた最後の1人。年齢は40歳。切りそろえた短髪、切れ目、やつれたような顔つきが特徴。ストーカーの前科4犯でもあることから最重要人物とされており、ハプニングバー「Versailles」でウェイターとして勤務中の姿を結衣の潜入捜査に同行したコウの「ノイズ」の視認能力で調べられるが、その結果はフェイスどころか「チーター」ですらなかった。なお、勤務態度は真面目であり、女性客（『艦隊これくしょん -艦これ-』の登場人物・島風に酷似）を犯そうとした男性客を注意している。
ちぇりーぱい
福寿幸（ふくじゅ さち）、橘沙羅（たちばな さら）、倉石愛（くらいし あい）、桜川円（さくらがわ まどか）ら女子中学生4人で構成される地下アイドル。4人のうち、幸は黒髪のセミロングヘアで両サイドの三つ編みにヘアピン、円は赤髪のショートヘアで高身長に乏しい表情など、それぞれ『CHARON』の登場人物・福寿幸と桜川円に酷似する特徴を持つ。
放課後のみの活動ながら地道に練習を積み重ね、秋葉原のライブハウスでは絶大な人気を得ており、ピカソにコンサートを狙われた時点ですでにメジャーデビューが決定済みとなっている。
大爆発の際には、その直前に会場へ駆け込んだコウの絶叫を聞いて咄嗟に回避姿勢を取ったため、飛んできた瓦礫に当たって負傷こそしたものの1週間程度の入院で済んだ。幸だけは頭部からの出血を伴って昏倒している姿が描かれたが、4人とも命に別状はなくコウに感謝していることが、6係で結衣たち3人からの報告を受けた後の九重の台詞で明かされている。
なお、バストサイズは幸が85cm（Cカップ）、円が96cm（Gカップ）とのこと。
社長
ちぇりーぱいの所属事務所の社長。本名は不明。九重の台詞によれば、警察の上層部に顔が利くうえ、ちぇりーぱいのメジャーデビューに要した多額の費用などを盾に、コンサート中止要請を聞き入れない。また、結衣たち3人による事情聴取の際には、芸能界へスカウトする名目で結衣の尻を鷲掴みにする、万が一の場合の責任を取らせる名目で彼女たちの身体を要求するなどのセクハラを働いたため、横暴な態度と併せて結衣たち3人だけでなくコウにも睨まれている。
大爆発の際には、マネージャー・三村正の制止を聞き入れずにステージへ挨拶に登壇していたため、瓦礫の下敷きとなって重傷を負う。前述の理由から、舞夜には心配されずに毒づかれることとなった。

## 勢力

### 警視庁特殊犯捜査6係
警視庁特殊捜査班内に存在する極秘組織。通称は「6係」。責任者の九重による指揮下で、「チーター」への対処を専門に担う部署である。物語開始の1か月前に立ち上げられたばかりであり、庁内との出入りには裏口しか使えない。「チーター」の存在を霊感のように感知できる結衣・早希・舞夜による女性3人をはじめ何人もの刑事たちが所属しているが、方針は任務のためなら違法行為も辞さないほど過激であるうえ、対抗武器や収容施設は「チーター」の強大な力への考慮から現実世界の日本警察で用いられるそれを逸脱した強力なものとなっており（詳細は後述）、対抗武器については勤務時間外でもマンションへの持ち帰りが許可されているほか、刑事たちにはそれぞれ現場判断での殺人許可も与えられている。また、「チーター」の強大な力には結衣たち3人の各自だけでは対処しきれないため、彼女たちには公私共に集団行動が義務づけられている。
上記のような特殊権限を持つゆえ、世間から過度に注目される派手な捜査は不可能という事情も持ち合わせているため、ユリエを怪しんだコウから美園美容クリニックの再捜査を提案された際には、舞夜がユリエの高い知名度や6係の事情、そして「チーター」の隠蔽を理由に挙げて却下している。その一方、捜査関係者への保護プログラムの適用も行っており、護衛の監視員をつけている。
対睦夫戦での結衣の回想によれば、物語開始の2年前の時点ですでに結衣たち3人のような能力者をスカウトしようと、一種の心理テストに近い内容を日本全国の学校のテストや模擬試験に紛れ込ませることで、適性のある者を探してはスカウトし、実務訓練を受けさせていた。その後、あらゆる手段でも探していることが対カレン戦後の九重の台詞で明かされているが、視覚で感知できる能力者はコウが初めてだったうえ、今までVIPだけを殺害してきたカレンに狙われたことも重なり、彼が警察直轄の病院で隅々まで検査される理由となった。
庁舎内の部屋には所属者の机や資料のほか、早希が空き時間に身体を鍛えるためのボクシンググローブやサンドバッグ、フィットネスバイクやトレーニングマシンなども置かれている。
確保に手間取ったユリエを留置場内でUDに惨殺されたことから、九重は庁舎内か庁内に「チーター」への内通者が存在すると考えている。また、鈴音と響の犯行については「ドラッグパーティー事件」として隠蔽に努めたものの、会場には鈴音の知人の芸能人たちも参加していたうえ、トオルの介入もあって死者や逮捕者が数十人に至ったことから、6係の上層部は完全には隠蔽しきれない状況への対応に忙殺されることとなった。さらに、それからまもなく厳戒態勢を敷いた秋葉原のライブハウスをピカソに爆破されたことから、大失態をもたらしたとして結衣たち3人が懲戒免職寸前へ追い込まれたうえ、爆殺予告を受けた警視総監の警備中に九重は凄腕の「チーター」・マンイーターに狙われているとの理由で保護プログラム下へ置かれ、係長を解任されてしまう。結局、警視総監が爆殺からは逃れられたものの感電死したために6係の処遇についても混乱する中、九重の後任には瑞樹が着任した。
コルヴェガでの早希の台詞によれば、結衣たち3人は救急医療の訓練も受けていた模様。そのため、レイブパーティーの会場では結衣が首からの出血で昏倒したコウの応急処置を、コルヴェガでは舞夜が対睦夫戦の傷が一部開いたことで昏倒した結衣の応急処置を、それぞれ行えている。
しかし、上記の経緯はUDにとって蒔絵を救う計画の一端に過ぎず、実際は彼がその計画のために警視庁に創設させたことが、慶東大学の研究棟で明かされている。また、陽子にUDが殺害されたことでマンイーターの件も消滅したため、九重は6係へ復帰している。

#### 武器・機器・車両
コルトM1991A1
コウが九重から与えられた自動式拳銃。九重の台詞によれば、45口径だから対「チーター」戦にも有効とのことであり、対ユリエ戦では結衣を殺害しようとしたユリエの脇腹を負傷させ、結衣に抜刀の隙を与えている。しかし、一般人たちを交えて混雑する場所で用いるには破壊力が強すぎるため、対鈴音戦のレイブパーティーの会場では結衣たち3人と同じく当初は用いられず、後述の9mm弾自動式拳銃が用いられている。
蒔絵の肉塊が浮かぶ培養槽の前でUDに結衣たち3人を能力で痛めつけられた際には、覚悟を決めたコウが自分の首を横に撃ち抜くことで、黒眼化を果たしている。
結衣の自動式拳銃
結衣が拳銃よりも剣術に長けているため、あまり用いられない。対ユリエ戦では緊迫した状況に際して即座に発砲したが、1発も命中しないまま彼女に拳銃ごと右手を握り潰されそうになり、落としている。対鈴音戦ではコウの「チーター」の無効化能力で動作が鈍った鈴音を射殺した早希に続き、彼女との斉射で響を死に至らしめた。
結衣の刀
結衣が毅から継承した日本刀。竹刀袋に収納された状態で背負われており、鞘はカレンの消防斧の一撃に耐えられるほど頑丈であるが、鈴音と響のヨーヨーの糸には耐えられない。しかし、刀の切れ味は非常に高く、対ユリエ戦では自動式拳銃を落とした結衣がコウの銃撃をきっかけに抜刀し、ユリエの左手首を切断している。また、対鈴音戦では糸の結界内で鞘を切断したヨーヨーの糸が刀には触れただけで切断されたため、結衣は全身を分断される危機から脱することとなった。対睦夫戦では単独行動に出て街をさまよっていた結衣が、スクーターに乗ったひったくり犯2人の顔面を追い抜かれざまに鞘で殴って転倒させ、睦夫への復讐心を改めて燃やしている。
結衣の特殊警棒
早希と共に変装して瑞樹を尾行中の結衣が慶東大学の研究棟へ潜入する際に用いた、伸縮式の特殊警棒。内股のホルスターから取り出し、見張りのチンピラたち2人のうち1人の股間に強烈な一撃を与えている。その後、暴走した蒔絵を前に黒眼化して陽子に反撃する際には、彼女の持つサブマシンガンを銃撃で破壊した早希との連携で、撤退へ追い込んだ。
早希のリボルバー
威嚇や発砲によく用いられている。50口径の銃身はヒップホルスターをバックサイドで用いるほど長く、シリンダーの弾丸装填数は5発。右側面へ明確に刻まれた「500」などの刻印と合わせ、形状はS&W M500の8インチモデルのもじりとなっている。対カレン戦では眉間への一撃から舞夜との斉射でカレンを死に至らしめたが、対ユリエ戦では反撃へ転じた彼女に突き飛ばされた際にヒップホルスターごと奪われ、目の前で捻り潰されてしまう。対鈴音戦では結衣の刀と連携しての追撃に用いられたが、その様子を事件解決後に聞いた舞夜は、左太腿にナイフが刺さったままの状態で本銃を撃った早希のことを、「ゴリラのチーター」と茶化している。
舞夜の自動式拳銃
対カレン戦では早希との斉射でカレンを死に至らしめたが、対ユリエ戦では彼女の右腕を負傷させた後の連射中にジャムを起こし、腹を蹴り飛ばされた際に奪われ、握り潰されてしまう。
場合によっては両手に1丁ずつ持っている。
9mm弾自動式拳銃
対鈴音戦のレイブパーティーの会場で、コウと結衣たち3人が周囲への影響に配慮して用いた拳銃。バイスの筋肉を貫けないなど破壊力にこそ欠けるものの、レッグホルスターで太腿に携帯できるなど使い勝手には長けており、早希は両太腿に1丁ずつ携帯していた。早希と舞夜は二手に分かれての斉射でバイスの射殺に成功するが、結衣を拉致した鈴音の置き手紙による指示で、コウの分も含めて重油入りのドラム缶へ捨てさせられてしまう。
ノートPC
6係からの支給品として用途の性質上、起動の時点で厳重なロックがかけられているが、UDには容易くクラッキングされてしまい、遠隔操作によるインターネットを介してユリエの情報をコウへ伝えた。デスクトップがアヒルの玩具柄となっていることからも管理は舞夜が担当しており、対ピカソ戦後にはアヒル声の着信音を聞いた彼女が鑑識課からのメールを開いている。対睦夫戦後には舞夜がUDの正体を突き止めようと警視庁の人事部をクラッキングしているが、彼の階級を警視正以上とは思っていなかったために検索対象を警視以下に絞り込んでいたうえ、UDの顔を知っているコウと早希にデータベースを一通り見てもらった直後、瑞樹からのクラッキングで警告を経て破壊されたため、UDのデータには到達できなかった。
コルヴェガで舞夜がコウと早希に指示を出す際には、舞夜が独自に調達した別機種が用いられている。また、6係へ復帰した九重が警察庁資料室からUSBメモリで持参した秋人の記録映像をコウたち一同に見せる際には、ナースステーションの備品が用いられている。
手錠
一般犯罪者用よりも頑丈な特注品であるが、常人の10倍もの握力を持つユリエには対応しきれず、引きちぎられている。
早希の自動車
早希が運転を担当するセダン。前部には強固なプッシュバンパーが装備されているほか、ダッシュボードにはフルキーボード付きの情報端末が搭載されている。山本のワンボックスカーを追跡した際には左側からの正面突撃で突き飛ばしたが、ワンボックスカーが横滑りしながら街灯へ激突したためもあって中破したのに対し、本車は無傷であった。
対睦夫戦では拘束中の早希に代わってコウが運転し、単独行動中の結衣を舞夜と共に追跡するが、UDに足止めを命じられたトオルの電撃で電子部品を破壊され、電柱へ激突してしまう。その際、舞夜と同様に衝撃で頭部から出血して意識が混濁する大ダメージを負ったコウは、睦夫に胸を斬り裂かれた結衣の遺憾を感じ取り、共鳴能力に覚醒する。
九重の自動車
九重がコウを東京国際空港へ連れていく際や、その後にマンションへ送っていく際に用いたセダン。後者の際、運転中でも喫煙を欠かさない九重にコウはたまらず窓を開けさせてもらうが、妻子のことを嬉々と語る九重に感心した一方で自分の本当の出生が不明であることを淡々と語られ、愕然となる。
オートバイ
対ピカソ戦で2人ずつに分かれての捜査となったため、舞夜が結衣を車体後部に乗せて運転し、警視総監の乗り込んだ車両の追随に用いている。
スクーター
対睦夫戦で単独行動中の結衣が、玲子の殺害現場から森元家へ向かう際に用いている。
副総監としての業務をこなすUDを尾行する際には、変装した早希が別車種を用い、変装したコウが用いる自動車と交互に尾行している。
早希の同僚の自動車
早希が警視庁庁舎から結衣を救出しようと、同僚に借りた自動車。庁舎へ向かう途中、結衣の存在を感知したコウが行き先を変更させたことで、結衣の救出を経て「チーター」の集団を振り切り、コルヴェガへの避難に成功するが、そこでUDの正体が副総監であることを知らされた早希は、すぐに足がつくことを懸念する。そのためもあり、藤村家へ向かうコウに同行した早希は、到着した後にそのまま乗り捨てている。

#### 家屋・施設
結衣たち3人の住むマンション
6係で携帯電話を没収されて24時間監視下での軟禁生活を強いられたコウが、6係の刑事たちに自動車で連行されて訪れる、6階建て全20室のマンション。6係の刑事たちが屋外の車内から監視しているために逃げられず、コウは結衣たち3人が住む3階へ部屋を与えられて左右からも24時間監視下に置かれることとなるが、実はマンションの外形は世間へのカモフラージュであり、屋内は結衣たち3人の集団行動を考慮した宿舎として1階層につき4軒が1つにつながった構造（コウの部屋は302号室、結衣の部屋は301号室。早希曰く、「寝室だけは別々」とのこと。）となっている。また、その内部には廊下や玄関ホールすら存在しておらず、玄関から直接4軒分の広さのリビングへ上がり込んだうえで各部屋へ行ける構造となっている。
後に結衣が警視庁庁舎から逃走する際、乗り込んだタクシーで告げた行き先によれば、品川方面に存在する模様。
リビング
前述の理由から、コウが結衣たち3人よりも後に帰宅した際には、入浴直後のあられもない姿の彼女たちと鉢合わせてしまうことも少なくない。それを防ぐため、コウは帰宅時に玄関のチャイムを鳴らすことを厳命されているが、東京国際空港からの帰宅時には九重との会話で動揺していたために忘れてしまい、バスタオルを取りに脱衣所の外へ出て来た全裸の結衣を正面から目撃することとなった。これはコウを監視下に置くまでは当然ながら結衣たち3人だけで生活していたためであり、対鈴音戦後のコウの入院中には下着姿や半裸姿の結衣たち3人が以前のように平然とくつろぐ姿が描かれている。なお、一堂に会しての食事シーンなども描かれるが、コウは監視下という立場からも肩身の狭い思いをさせられており、瑞樹に勃起させられての帰宅後には結衣たち3人から離れたちゃぶ台での食事となったうえ、冷たい視線を向けられて悔し涙に暮れるコミカルな姿すら描かれている。
浴室
リビングとの間に存在する脱衣所共々、通常のそれらよりも広大な構造であることが、結衣たち3人の入浴シーンやその直後の描写から判明している。特に脱衣所については、マンションを訪れたUDの能力で結衣たち3人が昏倒させられた際、それぞれ折り重ならない位置に横たわる姿が描かれていることから、相当な広さであることが見て取れる。また、洗面台や洗濯機のほか、早希のビール専用冷蔵庫や舞夜の入浴用玩具なども置かれている。
教会への出撃前夜には、マンションを初めて訪れたひなたを早希が強引に「裸の付き合い」をしようと連れ込み、シャワーを浴びる結衣や浴槽に浸かる舞夜を余所にひなたの胸を背後から揉む。その後、ひなたの台詞によれば、結衣たち3人とは入浴中にさまざまな話をして打ち解け合った模様。
キッチン
リビングと直結した対面式となっており、普段は料理の得意な結衣が立っているが、対睦夫戦後にはまだ入院中の彼女に代わってコウが立ち、早希と舞夜に手料理「牛肉のタリアータ パスタ添え」を振る舞う。手慣れたその様子は「KOU'Sキッチン」（ロゴデザインは「MOCO'Sキッチン」に酷似）と題されたうえ、手料理は早希と舞夜から美味を絶賛されている。
コウの寝室
ベッドなどの家具以外の個人的な荷物は一切描かれておらず、九重から与えられたジャケットがハンガーで吊るされているだけである。軟禁生活の開始当初の就寝時には、結衣たち3人から夜這いを警戒されたコウが、ベッドへ四肢を手錠でつながれた姿が描かれている。その後、対ピカソ戦後には普通に就寝中の姿が描かれているが、コウは瑞樹に注入されていた「毒」の効果で全裸の結衣たち3人に誘惑される淫夢を見てしまい、驚愕して午前3時過ぎに飛び起きる羽目となった。また、対睦夫戦後にはUDに懐柔されてコウとの肉体関係を強要された早希が就寝中のコウのもとを下着姿で訪れるが、彼へのキス寸前に涙しながら思い留まり、UDの件や葵との過去を打ち明ける。
教会への出撃前夜には、ベッドの横に敷かれた布団で、ひなたが浴室での会話や自宅での生活をベッドの上のコウと語り合ったうえ、改めて彼に協力することを誓う。
結衣の寝室
ベッドなどの家具に加え、学習机が置かれている。教会への出撃前夜には、入浴後にワイシャツとパンティーだけを着けた結衣が家族との記念写真の前で、刀の手入れに勤しむ。
早希の寝室
ベッドなどの家具やリボルバー以外の個人的な荷物は着替えとボクシンググローブくらいしか置かれていないが、かつての葵や慎と撮った記念写真は大切に飾られている。対ピカソ戦で、慎から葵の居場所についての吉報を受けた早希は退職に備えて荷物をまとめると、葵に2人で会いに行こうという慎の連絡を、普段は穿かないスカート姿に着替えて楽しみに待つが、彼がUDに惨殺されたためにそれは叶わなくなってしまう。
教会への出撃前夜には、入浴後にタンクトップとパンティーだけを着けた早希が拳銃の手入れに勤しみながら、葵のことを語る瑞樹の言葉を回想する。
舞夜の寝室
ベッドなどの家具にアヒルの玩具が置かれている。教会への出撃前夜には、入浴後にワイシャツとパンティーだけを着けた舞夜が蘇我 (UD) を追いつめるのに15年かかったことを回想しながら、陽子への殺意を燃やす。
留置場
警視庁庁舎内に一般犯罪者用とは別に存在する、「チーター」専用の留置場。6係の関係者以外では、ごく一部の者しか存在を知らない。鉄格子へ「チーター」の脱走防止用の高圧電流が流されているうえ、監視員たちがモニター越しに目を光らせているが、UDは監視員たちを殺害してユリエの房のモニターを切り、鉄格子越しに彼女を惨殺している。
6係専用医療ルーム
警視庁庁舎の地下に存在する、6係専用の医療部署。地上階とはエレベーターで行き来するようになっており、北上総合病院から転属した女性看護師・高橋が勤務している。対鈴音戦後には、大量出血による昏睡から目覚めたコウが、自分の力不足で鈴音と響を救えなかったことに悲涙を流す。対睦夫戦後には、3日間の昏睡から目覚めた結衣を見舞いにトゲメロンを持参した舞夜が、自分たちが6係へスカウトされた本当の理由やコウとの共鳴による体質の変化を疑う。
UDの死亡後には、横山の計らいで収容されていたコウ・結衣・早希のもとへ見舞いに訪れた舞夜に続いて瑞樹が現れ、UDの本当の目的や「先生」による4日後のクーデターを説明し、助っ人に呼んでおいたひなたと九重を招き入れる。
最終決戦後には、教会での負傷を経て1か月間の昏睡から目覚めたコウが、助かったのは蒔絵のお陰であることを皆に語る。

### 騙し不正を行う者（チーター）
人間社会に紛れて年間3500件以上の凶悪犯罪のうち何割かを企て、凄惨な手段を用いて快楽殺人を行う、「ヤツら」ことシリアルキラーの総称。カレンのように当初から本名が判明している者以外は、リッパーやフェイスのようにコードネームで呼称される。外見は常人と同じために見分けがつかないが、結衣たち3人には霊感のように感知されるうえ、コウには異能の力が首から上へ黒い影のように形象化される「ノイズ」や、それに奇妙な眼が浮かぶといった視覚（九重曰く「先祖返りで得たパワーのビジョン」）で感知される。しかし、結衣たち3人の能力は周囲の状況に気を散らされることで、コウの能力はガラスを介することでそれぞれ感知できなくなるという弱点を持つため、「チーター」が圧倒的に不利というわけではない。
正体は、人間が進化の過程で失ったとされる強大な異能の力（カレンの場合は断定でこそないものの、腕力がチンパンジーに、治癒力がナマコにそれぞれ比喩された）を先祖返りで得て、狂暴化した（九重曰く「人であって人じゃない」）者たち。作中世界の1990年に、アメリカで20人以上を殺害した殺人鬼・ハワード・ダニングの犯行現場に残された毛髪を、当時の最新技術だったDNA鑑定にかけて逮捕に至ったことをきっかけとして、存在が確認された。常人とはわずかに異なる塩基配列を持っており、「チーター」と化す者の体内にはそれが因子として潜んでいる。また、発達した人間社会のネットワークを介し、同志たちが連携しながら暗躍している。ただし、因子所持者の全員が必ずしも先祖返りや狂暴化を起こすわけではなく、常人と同じ状態のままで特定の対象への執念だけが「ノイズ」へ形象化し、コウに感知される者も存在する。そういった理由から、「チーター」の存在は世間のパニックを防ぐためにも6係に隠蔽されている。しかし、鈴音と響の場合は自分たちの犯行をインターネットで公開したため、想定外の行動を取られた九重をはじめ6係の関係者たちは激怒することとなった。
6係は当初、カレンやリッパーのような本来の身体能力を先祖返りで凌駕する異能の力を得た者のことを「チーター」と見なしていたが、UDの存在が確認されてからは彼をはじめ捜査初期におけるトオルやピカソのような、先祖返りに該当するかもまだ不明な者（いわゆる超能力者と見なされる者）のことも「チーター」に分類している。また、カレンやユリエのように早くから能力に覚醒している先天的な者と、香炉姉弟やピカソのように何かしらの要因をきっかけとして途中から能力に覚醒する後天的な者の2種に分類されることも、研究が進むにつれて判明している。なお、トオルの能力についてはUDに「植え付けられた」ものであることがトオルの台詞で明かされているうえ、蒔絵のように複数の能力が同時に覚醒する例もあることがUDの台詞で明かされている。
なお、6係に「チーター」と認定される基準は以下の3つ。
- 3人以上の殺人。
- 異常な殺し方。
- 人間には実現不可能な犯行。

しかし、上記の経緯は6係と同じくUDにとって蒔絵を救う計画の一端に過ぎず、彼がそのためだけに組織したことが、慶東大学の研究棟で明かされている。その後、秋人の存在が判明した際には、未知のウイルスによる進化を遂げた人間が「チーター」であることが、ウイルス進化説の例を挙げながら明かされている。また、作中の現代社会の政界・財界・国家権力に潜伏する「チーター」は、クーデターに備えて秋人に育てられた（ウイルスに感染して発現した「チーター」の能力を、喜んで受け入れた）者たちである模様。

## 舞台
北上総合病院
ひき逃げ事故に遭ったコウが収容され、緊急手術を経て入院する病院。総合病院として広大な病棟のうち、4階には関係者以外立ち入り禁止となっている改装中の区画が存在しており、その室内にはベッド以外にも内装資材や工具箱などが置かれている。面会時間終了後の夜中、チューブトップ姿で訪れたカレンは看護師に変装してコウの病室へ向かうが、その途中に高橋の押す車椅子でトイレへ案内されていくコウとすれ違ったため、行き先を変更する。まもなく、トイレで高橋を失神させて排尿後のコウを改装中の区画へ連れ込んだカレンは、ロープを用いて彼の首を絞め上げる途中で工具箱を用いた抵抗や早希の銃撃に遭い、窓から落下する。しかし、自分の血溜まりへ倒れていたカレンの姿は警察の現場検証時には消えており、そこから裸足で歩き出して国道に面した高さ数mもの塀を乗り越える彼女の足跡が残っていた。この足跡は塀の手前で途切れており、次の足跡は暁たちが見上げる頂上に残っていた（側面には血飛沫すら付着していなかった）ため、カレンが助走無しで頂上へ跳躍したことが示唆されている。
コウを担当した医師・赤谷が抜糸の際に話した台詞によれば、カレンの犯行後にはセキュリティが強化された模様。
なお、コウは入院当初に眼の全体が真っ黒となった自分の顔を夢の中で鏡に見ているが、それは後に「チーター」の能力無効化能力が発動する際の顔と同じであった。

TIGER & HONEY
歌舞伎町一番街のとあるビルの地下1階に存在する、ファッションヘルス。「ローラ」ことカレンの個室のクローゼットには「彼氏たち」と称されるホルマリン漬けの眼球の瓶が多数隠されており、山本など男性客へのサービスに勤しむ全裸のカレンを扉の隙間から見つめている。やがて、サービスを終えてパンティーを穿いたカレンは山本をキスで見送った直後、北上総合病院へ入院したコウの詳細をUDからのメールで把握すると、チューブトップ・タイトスカート・ガーター・ストッキング・ショートコートという艶姿へ着替えて店を出るが、サングラスに彼への期待の笑みを覗かせて雑踏を歩くその様子は、同じ界隈に存在するビル内から結衣たち3人によって監視されていた。
ネーミングやロゴデザインは、テレビアニメ『TIGER & BUNNY』のもじりとなっている。
aQua
退院後に町へ繰り出して結衣たち3人と出会ったコウが、早希に拳銃を突きつけられて連れ込まれる商業施設。観覧車は結衣たち3人からコウへの詰問に用いられるうえ、上空で早希がリボルバーのグリップを握ったままドアの鍵を殴り壊し、彼を落下の危険にさらす。コウが舞夜に発信器をつけられたことを知らずに逃げ出した直後には、上空でのことについて係員たちが結衣たち3人への抗議に出向くが、早希は警察手帳を見せることで対処した。
ネーミングやロゴデザインは、実在施設「ラクーア」 (LaQua) のもじりとなっている。
リッパーの入った一軒家
観覧車から逃げ出したコウが、リッパーをそうとは知らずに尾行して入る2階建ての一軒家。家人たちが斬殺されていた1階のリビングの惨状にコウは驚愕するが、そこで悲鳴を上げなかったことに加え、リッパーに見つからないように物陰へ隠れたことや彼が鈍感だったことが幸いし、難を逃れている。しかし、玄関をはじめ屋内の各所に指紋を残したことには気づかなかったため、後に6係で九重から脅迫されることとなる。なお、血飛沫にまみれたその惨状はコウの脳裏へ焼きつき、後に九重がコウを結衣たち3人のチームへ組み込むことを告げた際に彼が応じる一因となった。
コウが警察へ通報した際の台詞によれば、豊島区池袋本町に存在する模様。
藤村家
コウと彼の家族が住む3階建ての一軒家。リッパーの犯行を通報した後、クタクタになって帰ってきたコウは、家屋が見えてきたところで玄関前に立つ人影を結衣たち3人の仲間かと警戒していたところを、カレンの手駒のチンピラたちにナイフを突きつけられ、山本のワンボックスカーへ拉致される。屋内にはコウの母とひなたが居たが、どちらも運悪くコウのかけた電話に出られなかったため、彼の窮地には気づいていない。
6係にコウが行方不明として処理されたことに加え、ひなたと両親が保護プログラム下に置かれたことで空き家となっていたが、結衣が警視庁庁舎から逃走した後には火事に遭い、両親とコウが重体と焼死体として発見されたことが報道される。コウは舞夜による制止を振り切って早希と共に駆けつけるが、家屋の周囲はまだ現場検証中であるはずなのに無人となっていたうえ、同じく無人となっていた屋内を調べたコウは火事の直前まで何者か3人による生活の形跡があったことを知り、動揺する。その直後、コウの両親が収容された病院へ彼を連れていこうとオートバイで現れたトオルの台詞によれば、火事は自分たちによるものではなく、ここに現れたのも彼の独断という。コウが屋内を調べていた間、屋外で周囲を見張っていた早希は、トオルに銃口を向けたことで電撃を浴びせられて怯むが、コウを連れていかせまいとなおも銃口を向けたところを、彼が早希への再電撃を察知して彼女を守ろうとトオルとの同行を選んだため、悔しさと共に彼らを見送ることとなった。
火事を報道するテレビの音声によれば、練馬区中村橋に存在する模様。
山本のワンボックスカー
カレンがコウの拉致を目的として山本に用意させたワンボックスカー。本来は山本の親の所有車であるが、カレンの甘言に乗せられた山本が勝手に持ち出し、彼女を乗せて運転を担当する。まもなく、コウとチンピラたちを回収して郊外を走るが、チューブトップ姿のカレンが車内にて車椅子に座ったままコウの絞殺に取りかかったところ、車体の左横に早希の自動車の正面突撃を受けて中破する。その後、車体は6係の隠蔽工作で事故車両として処理された。
廃ホテル
山本のワンボックスカーでコウの絞殺に失敗して逃亡したカレンが、草むらから見つめる4階建ての洋城風ホテル。放棄されて各所が破損した廃墟と化して久しいが、残されていた消防斧はカレンが肝試しに入った若者たち5人を斬殺する際や、追撃してきた結衣たち3人へ逆襲する際に用いられる。しかし、血の海から結衣の左足を狙ったカレンの斬撃は、結衣が咄嗟に振り下ろした竹刀袋に頑丈な鞘が収められていたために防がれた。
海水浴場
対カレン戦後、早希と舞夜が1か月ぶりの休暇を満喫するために訪れた海水浴場。波間で海水浴を楽しめるほか、砂浜で潮干狩りを楽しめるようになっている。砂浜をビキニ姿で並び歩く早希と舞夜の姿は群衆の注目の的となり、ナンパ男2人から言い寄られるが、早希は腹へのボディブロー、舞夜は顔への熊手による引っ掻きで1人ずつ撃退して腰を落ち着けると、早希はイカ焼きを食べながら訓練場でのコウや結衣についてを潮干狩り中の舞夜と話し合う。
新多古訓練場
九重の命令で結衣がコウへの拳銃指導に訪れる訓練場。1か月ぶりの休暇を半ば潰されたため、結衣はこれ見よがしにビキニ姿でコウを指導しながら不満を口にする一方、彼の能力や「チーター」について考えるが、その最中にコウから標的の真ん中へ命中させたことを聞かされ、衝撃を受ける。その後、野球場で結衣が舞夜に愚痴った台詞によれば、かつての結衣は初めて標的へ命中させるまでに100発は撃ったという。
QVCマリンフィールド
コウが休暇中の結衣たち3人と共に訪れる野球場。モツ煮や焼きそばを食べながら横浜DeNAベイスターズ対千葉ロッテマリーンズのセ・パ交流戦を観戦中、早希との会話を通じてひなたのことを思い出したコウは彼女へ連絡するべくトイレに立とうとするが、他人から携帯電話を借りようという目論見は結衣に看破されていたために叶わず、コウを落胆させる。しかし、舞夜との会話を通じて「ノイズ」が見える相手が必ずしもシリアルキラーと化すわけではないとわかったことは、コウをいくらか安堵させる。
ユリエの潜伏先
美園美容クリニックの裏手に建つ広大な美園家のユリエの寝室から入れる、隠し扉の地下内部に存在する。石壁に閉ざされた暗い牢内には、ボールギャグを噛まされて手足を縛られた美女たちが全裸で監禁されており、フランケンシュタインの怪物に扮したユリエに合成ドラッグを注射されたうえで弄ばれたり罵倒されたりした果てに顔の表皮を剥がされ、殺害されている。後に拉致されたひなたも、衣服こそそのままであるもののボールギャグを噛まされた姿で袋詰めにされ、放り込まれている。
美女たちの目の前で全裸にされたひなたが合成ドラッグを注射され、通路で無理を強いられては注射を重ねられる中、コウと結衣たち3人がクリニックへ捜査に訪れるが、ユリエはクリニックのテレビ電話を介することで、コウの能力から逃れている。
コウに続いて現れた結衣たち3人に美女たちやひなたは救出されてユリエも一旦は確保されるが、彼女が手錠を引きちぎったことから寝室は戦場と化す。その苦戦中、ひなたを警察病院へ送り出してくれた結衣たち3人を見捨てられなかったコウがひなたを早希の乗ってきた自動車に残して寝室へ戻った結果、銃撃による勝機を作れた一方でひなたは6係の保護プログラム下に置かれることとなる。
UDにクラッキングされたノートPCの画面によれば、クリニックと美園家は豊島区に存在する模様。
Versailles
結衣たち3人のチームへ組み込まれたコウが、彼女たちと共に金本を調べに訪れるハプニングバー。TIGER & HONEYと同様、とあるビルの地下に存在する。コウと結衣は九重の用意した偽の身分証を用い、それぞれ藤森（ふじもり）と葉月（はづき）の偽名でカップルを装った潜入捜査に入り、早希と舞夜は店外の自動車で待機して金本の逃亡に備える。妖しい閉鎖環境に痴態を晒す客だけでなく、興奮してセックスを始める客すら存在する状況を経て捜査は空振りに終わるが、その最中にコウは結衣との会話を通じ、かつて彼女の両親と兄が「チーター」に殺害されたことを知る。
東京国際空港
ユリエを確保した後、6係の保護プログラム下に置かれたひなたと両親を見送りに、コウが九重に連れられて訪れた空港。九重は有名人であるユリエの犯行は6係でも完全には隠蔽できないため、「ユリエが金で雇った外国人によるもの」として処理したことをコウへ明かした一方、保護プログラム下に置かれた者とその関係者が会うことは禁止されているため、声をかけないことを条件として遠くからの見送りを許可したことを告げる。
ラブホテル（名称不明）
とあるラブホテル街の一角に存在するラブホテル。豪華かつ広大な一室の天蓋つきベッドにて、鈴音と響が事後とうかがえる姿（シーツを少しだけ被った全裸の傍らには、使用済みのティッシュペーパーなどが数個転がっているため）でUDからのメールを見てコウの情報を知り、次の狙いを彼に定める。
ぱすてる
鈴音と響が洋を斬殺するために用いたラブホテル。個室内にはシャワーやベッドなど、ラブホテルに必要とされる設備が一通り設置されているが、館全体の構造も含めて上記のラブホテルほど豪華ではない。鈴音と洋が入室する姿は、悟たち4人による盗撮や受付の老婆による目撃に遭っていたが、後者は防犯カメラを設置していなかったため、後の現場検証時には手がかりとならなかった。また、そういった構造ゆえに犯行現場として選ばれたことが、早希に分析されている。
柔道場
警視庁庁舎内に存在する柔道場。結衣たち3人の住むマンションでUDの能力に圧倒されたコウは、危機感に迫られて舞夜に柔道の稽古をつけてもらうが、彼女には圧倒されたうえでスジの良さこそ褒められたものの、日々の鍛錬を抜きにしては上達しないことをたしなめられる。また、舞夜は自分の柔道の腕前が幼少時からやらされていたためであることを明かしている。
城南大学
コウの通っている大学。「チーター」との戦いに巻き込まれて以来、学内でのコウは「交通事故による長期入院で休学中」と報告されていたが、UDの狙いが自分であると判明したことを経て、結衣たち3人との顔出し（結衣はコウの恋人という設定で同伴し、早希と舞夜は群衆に紛れながらそれぞれ護衛を担当）を九重に許可され、久々に訪れる。左治と石黒の台詞によれば、鈴音も読モで多忙になるまでは通っていたらしく、そのためもあって学内を訪れた際には即座に注目の的となっている。
なお、『エデンの檻』に登場する大学生グループが通う大学名も「城南大学」である。
山田家の別荘
堂島たち4人が鈴音を拉致した2階建てのコテージ。外景や堂島の台詞によれば、森林に囲まれて静かに建つ金持ち（千葉県警察の発表時には、所在地が千葉県内であることや家主の名が「山田」であることが判明している）の別荘を、勝手に使っている模様。堂島たち4人がダブルベッドで鈴音の録画輪姦を始めようとしていたところへ響が駆けつけたことから、彼女たちによる殺害現場と化す。分断された死体と大量の血飛沫に囲まれたダブルベッドは、それからまもなく発情した鈴音と響のセックスに用いられた。その後、6係の隠蔽工作で堂島たち4人の死体ごと焼き払われるが、鈴音と響が斬殺映像をインターネットで公開していたため、6係の情報操作が行われなければ「チーター」の存在が明るみに出てしまうところであった。
レイブパーティーの会場
コウと結衣たち3人が左治を通じて鈴音から誘われた、レイブパーティーの会場。群馬県のとある湖畔の広場を用いているが、早希の台詞によれば薬物汚染も酷いほど非合法である模様。参加にはコスプレが絶対条件であるため、コウはガンマン姿、結衣はサイドポニーを解いたセーラー服姿（『エデンの檻』の登場人物・赤神りおんに酷似）、早希はツインテールのエクステを被ったチャイナドレス姿（背中を広大に縦断するスリットからも素肌が露出しており、ハードロッカー姿の男性にチャイナドレスを斬り裂かれた際には、ノーブラであることが確認できる）、舞夜は全身を包み隠したゆるキャラの着ぐるみ姿（ふなっしーに酷似しているが、頭部には「ニセ」と表記）でそれぞれ会場前に現れる。しかし、会場へ踏み込む寸前まで舞夜は着ぐるみ姿だと拳銃を握ることすらできないことに気づかなかったため、焦ったところを早希に諭されて渋々コンビニ店員姿（ローソンの制服に酷似）へ着替え直している。
森の中は鈴音の予告通りに刺客たちとの戦場と化すが、一般人の参加者も数多いことを利用して結衣を拉致した鈴音の策で、コウたちの9mm弾自動式拳銃は重油入りのドラム缶へ捨てさせられてしまう。また、森を抜けた先には湖への崖が切り立っており、森の中でホスト姿の男性に脇腹を殴られて肋骨3本を折られる重傷を負った舞夜が、羽交い締めにされて連れてこられたうえで突き落とされる。
まもなく、先述の早希の台詞通りに非合法の場と化した会場では、捕まえた彼女を磔にしてナイフ投げが行われる。その結果、早希は左太腿への直撃による重傷を負うが、輪姦の危機から復帰した結衣に救出され、彼女と共に鈴音と響を追撃する。
会場の一帯は携帯電話の圏外であるため、コウが首からの出血で昏倒した際には、そこへ遭遇した左治が救急車や警察への連絡を結衣に急かされることとなった。
鈴音のワンボックスカー
鈴音のもとへ拉致された結衣が、鈴音に手足を手錠で拘束されて頬や腿をナイフで傷つけられた後に連れ込まれる、ワンボックスカー。レイブパーティーの会場の裏手に停車しており、鈴音たちが「ヤリ部屋」と称して日頃から乱交に用いていたために異臭が漂う車内は、彼女による結衣の凌辱に用いられる。
鈴音が仲間たちへ結衣の輪姦を許可した直後、彼らの携帯電話が何者かからの着信で一斉に鳴って切れたため、周囲は水を差された彼らの怒号で騒然となる。鈴音が響のもとへ向かった後には改めて結衣の輪姦に取りかかるが、それが叶う寸前にトオルの能力で皆殺しにされたため、車内外は大勢の倒れた死体で埋め尽くされる。
鈴音と響が育った児童養護施設
裕福で善良なクリスチャンとして知られる経営者夫婦が、鈴音と響ら幼い孤児たちを育てていた児童養護施設。九重の台詞によれば、九州の山中に存在していたその敷地内からは、経営者夫婦や孤児たちの白骨死体が発見されたとのこと。経営者夫婦の裏の顔は、孤児たちに欲情して薬物投与や性的虐待を行う変態だったうえ、用済みとなった孤児たちについては殺害してその死体を敷地内に埋めていたことが、残されていたビデオからも明かされている。当時の鈴音と響は、「チーター」として覚醒した後日の性的虐待中に十字架で経営者夫婦を刺殺しているが、その際の内心では神へ救いを求めていたことが、事件解決後のコウに考察されている。
SUZUMIYA
ピカソに売場を爆破された新宿のデパート。予告状を店側が悪戯と思って通報しなかったために5人が即死、1人が入院後に死亡という大惨事になった売場へは暁と灰谷たちが現場検証に訪れるが、爆発物の残骸や原料の化学物質が検出されなかったため、6係にはピカソが過去に起こした爆破事件2件との共通点から彼による犯行と断定された。
外装は伊勢丹新宿本店のもじりとなっている。
ライブハウス
秋葉原に存在するライブハウス。観客を300人ほど収容でき、ビルの地下1階で封鎖が容易とされている。地下アイドル「ちぇりーぱい」のコンサート会場として用いられようとしていたところにピカソから予告状が届いたうえ、ちぇりーぱいの所属事務所の社長が警察からのコンサート中止要請を拒否したことをきっかけとして、6係が捜査に乗り込むこととなった。
楽屋では、ちぇりーぱいやその関係者たちの事情聴取後に早希が緩んだ左太腿の包帯を巻き直すために単独で残るが、そのついでに彼女がちぇりーぱいの衣装に興味を持って試着していた際、心配して戻ってきたコウが鏡の前で浮かれる早希の姿を目撃してしまう。驚愕したコウに早希は狼狽しながら照れ隠しの強烈な一撃を与え、その際の記憶を喪失させた模様。
コンサート当日には、準備中に会場の天井の照明が外れ、幸の間近へ落下する事故が発生する。幸は悲鳴を上げてへたり込むだけの無傷で済んだが、スタッフの台詞によれば、この照明は昨年に交換したばかりなのにたった半年で錆びついた模様。その後、コンサート開始間際にコウと結衣たち3人はスタッフへ変装していた「チーター」2人に翻弄され、会場はピカソの能力で爆破されてしまう。照明が爆発して天井が地上1階の床ごと崩落することとなったが、大爆発の直前に会場へ駆け込んだコウの絶叫をちぇりーぱいが聞いたこともあり、社長のような重傷者こそ出たものの死者は1人も出なかった。
なお、ピカソの予告状に書かれていた日付については過去の爆破事件3件と同じく、山田家の別荘での「火災事故」が発生した日付からの時間経過に矛盾が生じないよう、単行本第4巻への収録時に修正されている。
ピカソの潜伏先
超高層マンション（外装は六本木ヒルズに酷似）の一室。東京の街並みを一望できる高層階に存在する広大な間取りのうち、かつてのピカソ（慎）が葵と並んで写った写真が置かれている寝室は、デリヘル嬢の何気ない行動に激昂した彼の能力による惨劇の場と化す。
ピカソの死後には警視庁の家宅捜査が入り、犯行予告の証拠となるノートPCが押収される。それに先んじてピカソの死体から早希の名刺が押収されたことも重なり、彼女に内通容疑がかかることとなった。
プリトンホテル
ピカソによる大々的な爆殺予告を受けた警視総監が、その翌朝に公舎から向かった豪華ホテル（外装は品川プリンスホテルに酷似）。警視総監に近づく「チーター」の感知を横山から厳命されたコウと結衣たち3人も訪れるが、その館内でトイレを済ませて水族館を歩いていた早希は、ピカソの正体が慎であるとは知らずに彼と再会する。
館内を歩行中の際や慎と対話中の早希の台詞から、葵が慎とのデートに訪れていたことが示唆されている。
会議室
警視庁庁舎内17階に存在する会議室。警視総監たちの会議中、エレベーターが破壊されていたうえに内線電話が切断され、携帯電話もこの一帯がジャミングされてつながらなくなっていたため、コウと早希が直接乗り込む。それに続いて結衣と舞夜も乗り込み、4人の説得に応じて室内から全員が退室した直後、会議室の壁だけでなく17階の窓ガラスがすべて吹き飛ぶほどの大爆発が起こる。その直前、警視総監たちは誘導の「声」に従って逃げているが、それは庁内へ潜入していたトオルによるものであり、爆風が止んだ後には階下で彼に感電死させられた警視総監たちの死体を、大爆発から間一髪で逃れたコウと結衣たち3人は目の当たりにすることとなる。
地下駐車場
東京都内の某所に存在する地下駐車場。ピカソがUDとの密会に訪れ、午後8時過ぎに早希への留守番電話を済ませた直後、遅れて訪れたUDから葵の居場所を聞き出そうとして惨殺される。ユリエと同様なピカソの死体は、午後9時過ぎに警視庁の署員による発見を経て、6時間後には写真が刑事たちの手で早希へ見せられ、彼女に衝撃を与えることとなる。
シャワー室
警視庁庁舎内に仮眠室と併せて存在するシャワー室。6係への着任当夜、コウと結衣たち3人を帰宅させた後にシャワーを浴び終えた瑞樹がバスタオル姿でUDからの電話を受け、コウの首筋へ打った仕込み針付きの指輪を掲げながら彼のことを報告している。
資料室
警視庁庁舎内に存在する資料室。単独行動に出た結衣を追う舞夜に続こうとしたコウが、瑞樹に資料室の鍵を渡されて睦夫についての報告書や「如月一家殺害事件」についての報告書を読むことを命じられ、それらを読んだコウは後者の凄惨な内容に驚愕させられる。
如月家
物語開始の2年前、結衣が家族の毅・恵美・孝と暮らしていた実家にして、睦夫の襲撃に遭った「如月一家殺害事件」の現場。文京区に存在するその屋内には、毅の剣術道場も併設されている。後に報告書へ記録されたこの事件は、実家を訪れた警視庁からのスカウトに結衣が応じ、入学後まもない高校を中退する理由となった。また、結衣は警視庁への協力開始後に家族の遺品を整理していた際、睦夫が殺害対象を様々な雑誌に掲載された人物から選んでいることに気づくが、その時点ではすでに睦夫が潜伏期に入っていたこともあり、家族の仇を取る際の切り札として誰にも明かさず、自分だけの秘密としていた。
カラオケボックス
物語開始の2年前、結衣が友人2人との下校中に寄り道していたカラオケボックス。「Daydream café」を歌い、実家や道場への悪口を挙げながら友人2人との楽しい時間を過ごした結衣は、帰宅後に目の当たりにした惨状や孤立を経て、深い後悔と孤独感に苦しむこととなる。
森元家
犯行を再開した睦夫に襲撃された森元の自宅。玲子の殺害現場から最も近いという理由もあり、結衣が駆けつけた時には一足遅く寝室に森元夫妻の惨死体が横たわっていたが、そこで結衣は玲子や森元が掲載されていた『WEB SHERLOCK』を、睦夫が今回の犯行の目安としていたことを確信することとなる。
結衣の匿名通報によれば、豊島区目白に存在する模様。
編集部
睦夫をおびき出そうと画策した結衣が、森元家から向かったネット配信総合情報誌『WEB SHERLOCK』の編集部。隔日での情報発信に合わせて睦夫が犯行を重ねていることに着目した結衣は、編集長から冗談交じりに言われたグラビアモデルへの誘いを受ける条件として、その映像を翌日に配信させる。翌日、「葉月結」と名乗る結衣の映像をネットカフェで見た睦夫は清掃業者に変装して編集部に潜入し、「兵庫県出身である結」が東京都内のホテルに滞在していることを知ると、彼女を次の標的に決める。
ホテル
結衣が睦夫を待ち伏せるために滞在するホテル。グラビア撮影のために1日貸切にしてもらった屋内プールにて、現れた睦夫に結衣は水着姿で怖がるそぶりを見せながら、濡れたプールサイドにまで迫ってきた彼へ200Vの電撃を浴びせると、トオルの能力を参考に照明の配線を細工した電流の結界を張っておいたこと、自分は感電対策に足へ無色透明なシリコンを塗っておいたこと、そして自分が毅の娘であることを明かす。その直後、感電中で動けない睦夫の鼻を刀の鞘で殴った結衣は彼への殺意をこらえて手錠をかけようとするが、殴り飛ばされたことで結界から脱した彼の能力に身動きを封じられたうえ、ナイフで胸から腹への正中線や両腕の内側を斬り裂かれ、絶叫と遺憾の中で力尽きかけたところをコウの共鳴能力で黒い眼と化して起き上がると、殺意のおもむくまま睦夫を斬首する。
医療室
対ピカソ戦後に警視庁へ拘束された早希が、精密検査を受けさせられている部屋。薬で眠らされた早希の身体からはコウとの同棲を経て生じた異常な数値のタンパク値やAST値が検出されており、彼の共鳴能力が覚醒した際には結衣や舞夜と同じく黒い眼と化している。
取調室
対ピカソ戦後に警視庁へ拘束された早希が、何度も事情聴取を受けさせられている部屋。対睦夫戦後にはUDが現れ、気配で正体を悟った早希のハイキックを能力で制して彼女に鼻血を流させると、葵の情報を餌に早希を懐柔してコウとの肉体関係を強要する。
副総監室
警視庁庁内におけるUDの潜伏先。奥にある机では計画が進められており、応接セットではトオルや瑞樹との密会が行われている。対睦夫戦でコウが共鳴能力に覚醒したことを確認したUDと瑞樹が満足そうにほくそ笑んだ後、6係専用医療ルームで入院中に6係の存在理由を疑った結衣が、夜中に病室を抜け出して瑞樹を尾行した末に辿り着く。応接セットでUDと共に瑞樹を迎えたトオルは舞夜からのクラッキングをブロックしたという瑞樹の報告を経て、UDの計画と自分との約束について彼を問いただした後、「二週間後…東京は地獄と化すだろう」という答えを聞かされる。扉の外で聞き耳を立てていた結衣は驚愕して物音を立ててしまったため、付近にあった消火器を煙幕の代わりに用いて逃走するが、傷が開きかけて生じた血溜まりから察され、瑞樹の手配した刺客たちに襲撃されることとなる。しかし、実は結衣が聞いた内容は「先生」によるクーデターを阻止するための計画の一端に過ぎなかったため、UDたちが「東京を地獄に変える」計画を進めているとコウや結衣たち3人に思われる理由となったことが、UDの死亡後に瑞樹の台詞で明かされている。
コルヴェガ
警視庁庁舎からの逃走を経て「チーター」の集団に捕まえられた結衣をコウや早希と共に救出した舞夜が、もはや病院やマンションは危険と判断してそれらに代わる避難先に用いたラブホテル。豪華かつ広大な個室にはラブホテルとしての必須設備のほか、いくつものソファーや等身大のウマの置物すら設置されている。天蓋つきベッドでは舞夜による応急処置を受けた結衣がUDの正体や計画を報告する一方、室内のテレビからは藤村家が火事に遭ったことや、両親とコウが重体と焼死体となって発見されたことが報じられる。動揺したコウは、両親が本人なのかを確認する手がかりを得ようと、舞夜による制止を振り切って自宅へ出発し、早希も同行する。その後、トオルに同行したコウを探し回るも会えずに仕方なく戻ってきた早希が迂闊さを舞夜に責められ、言い返したところへ仲裁に入った結衣を2人で罵ったことから、早希と舞夜が取っ組み合いながら結衣とも罵り合う大喧嘩に発展するが、そこへコウが戻ってきたために大喧嘩は収まる。
副総監室へ乗り込んでUDを捕まえて口を割らせようという早希の提案（警察を敵に回した現状やUDの不明な能力を考慮していないため、結衣からは即座に却下された）をもとに、UDを尾行して蒔絵のもとへ辿り着こうという舞夜の結論に至ってからは、彼女が新たに調達したノートPCを駆使して早希やコウへ指示を出すなど、当面の拠点として用いられている模様。
コウの両親が収容された病院
藤村家の火事で全身火傷を負い、重症となったコウの両親が収容された病院。ICUのベッドには、全身包帯姿の両親が横たわっている。15分間という限られた面会時間にトオルの案内で訪れたコウは、生みの親が託した十字架の刻印入りペンダントを、かろうじて意識を保っていた冬弥から託される。その後、UDの命令で育ての親となっていたことを明かされるが、そこで冬弥の容体が急変して看護師が駆けつけたため、それ以外のことを聞けないままコウは病院を後にすることとなった。
慶東大学の研究棟
生命維持装置の培養槽内に満たされた液体に蒔絵が眠りながら全裸で浮かぶ部屋が存在する、慶東大学の研究棟。培養槽と接続された浴槽状の水槽には瑞樹が定期的に全裸で入り、蒔絵の毒を中和している。
瑞樹を尾行していた結衣と早希が場所を突き止め、トラックで移送される前に蒔絵を救出しようと見張りのチンピラたち2人を倒して潜入するが、まもなく瑞樹に拘束されて衣服を切り裂かれる。そのことを伝える瑞樹からの動画メールに激怒したコウはコルトM1991A1を手にし、舞夜を驚愕させる正確無比な射撃で護衛のチンピラたちを無力化していくが、結衣と早希は瑞樹に毒で強制的に発情させられる。コウと共に駆けつけた舞夜も発情させられそうになるも結衣と早希のおかげで危機を脱し、瑞樹を人質にしてUDへ拳銃を突きつけたところ、彼女ごと能力を浴びせられてしまう。その後もUDの能力で痛めつけられたコウが覚悟を決め、任意で黒眼化を果たすも蒔絵の暴走という混乱に乗じて陽子が現れ、UDが殺害されることとなる。
練馬駅
病院を後にしたコウがトオルに送ってもらった場所。始発電車が近い時間になっていたこともあり、トオルを感謝の言葉と共に見送ったコウはコルヴェガに戻ろうとホームへの階段を上がっていくが、その途中で荷物に苦労していた老婆を助けながら、冬弥との会話や自分の正体、そして2週間後に何が起こるのかを考える。
味の素スタジアム
UDが特殊詐欺根絶宣伝イベントでのPR活動に向かった会場。ピーポくん似のゆるキャラたちと共に制服姿で立ち、大衆に愛想よく振る舞う副総監としてのUDの姿は、変装中の舞夜から「相変わらず猫を被るのが上手いわね」と酷評される。
UDの住むマンション
コウと交代しながらUDを尾行した早希が辿り着いた、彼の住むマンション。早希の台詞によれば中央区月島に存在しており、UDの部屋番号は1603。そこへ後から瑞樹も入っていったため、舞夜は二手に分かれてUDと瑞樹を監視しようという結論に至るが、それから1週間が経過しても公務以外に動きは見られなかった。付近の建物の屋上から1603号室を監視していたコウは焦り、突入を提案しかけたところを隣で食事中の舞夜に制止され、彼女からUDと初めて会った10歳の頃を打ち明けられる。
星宮家
物語開始の10数年前、舞夜が家族と暮らしていた実家。高級マンションの13階に存在する。リビングは、多くの人々を招いて舞夜の10歳の誕生日パーティーを開催できるほど広い。退屈した舞夜は隅で趣味の絵を描き始めていたところ、話しかけてきたUDに絵を褒められたことで気を許してしまう。やがて母以外の一族がすべて急死した後、寝室のベッドで歓喜しながらUDとのセックスに耽る母の姿と、まもなく彼に殺害された母の顔から噴き出す血を浴びながら次は自分に狙いを定めるUDの姿を目撃した舞夜は、恐怖して逃走した果てに追い詰められたバルコニーから落下し、激突した先が芝生だったために一命を取り留めたものの瀕死の重傷を負う。
皿倉教会（さらくらきょうかい）
秋人が神父に扮し、拠点としている教会。UDの死亡後には、地下の一室へ陽子が蒔絵の肉塊の肉塊入りのアタッシュケースを手に帰還する。また、クーデターの決行前日には、モーニングコート姿の新郎に扮したコウとウェディングドレス姿の新婦に扮した結衣をはじめ6係が乗り込み、結衣の一撃による秋人の斬首をきっかけとして内外は壮絶な戦場と化す。やがて、陽子が死亡直前にテルミット焼夷弾を用いたことから出火し、最終決戦の場として燃え盛る炎に包まれて焼け落ちたことで、秋人たちのクーデターは未遂に終わることとなった。
トオルの台詞によれば、三鷹市に存在する模様。

## 用語
一神影流（いっしんかげりゅう）
結衣が皆伝を会得している剣術の流派。結衣曰く「チーター相手だと不意打ちくらいにしか使えませんから」とのことだが、対ユリエ戦ではメスを構えていた彼女の左手首を抜刀からの一撃で切断し、手首欠落と大量出血による戦意喪失へ至らせた。対鈴音戦では糸の結界による危機を刀のおかげで脱したことから、彼女が刀と一神影流を危惧して結衣を拉致したという理由が明かされている。
秋人たちによるクーデターの決行前日には、彼を殺害するには結衣の一神影流の一撃で斬首するしかないと考えた九重が、それを最優先事項に据えた作戦を実行している。

## 書誌情報
概要
- 山田恵庸『DEATHTOPIA』 講談社 イブニングKC
  - 電子書籍版も同時発売（特装版を除く）。
  - 収録に際し、絵の一部描き直しや台詞の矛盾点などの修正が行われている。
  - 第2巻以降、話によっては『イブニング』本誌連載時に掲載されなかった扉絵が描き下ろされている。

| 巻 | 初版発行・発売日 | ISBN                                               |
| -- | ---------------- | -------------------------------------------------- |
| 1  | 2014年7月23日    | 978-4-06-354523-4                                  |
| 2  | 2014年11月21日   | 978-4-06-354548-7                                  |
| 3  | 2015年2月23日    | 978-4-06-354557-9                                  |
| 4  | 2015年6月23日    | 978-4-06-354572-2                                  |
| 5  | 2015年10月23日   | 978-4-06-354592-0 （通常版）                       |
| 5  | 2015年10月23日   | 978-4-06-362313-0 （イラスト集付き特装版）         |
| 6  | 2016年3月23日    | 978-4-06-354609-5                                  |
| 7  | 2016年7月22日    | 978-4-06-354624-8                                  |
| 8  | 2016年12月22日   | 978-4-06-354650-7 （通常版）                       |
| 8  | 2016年12月22日   | 978-4-06-362349-9 （ポストカードブック付き特装版） |
評価
- 第3巻 - まんが王八王子店のランキング（2015年2月22日 - 2月28日分）で第8位を記録した。
- 第4巻 - 「このマンガがすごい! WEB」の「日刊マンガガイド」（2015年7月19日分）で紹介された。
- 第8巻 - （第7巻までの）累計60万部を突破した。

おまけ漫画
第2巻から第7巻までの巻末にプロフィール紹介と合わせて描き下ろされた、タイトル不定の短編漫画。次巻の予告や本編の裏話を兼ねたメタフィクション調の内容であるが、結衣や早希については本編の裏話が多いのに対し、舞夜については作者や結衣への酷評が多いうえ、脳裏へ直接響く作者の声に動揺させられたり、彼の発動させた「御都合主義」（ルビは「さくしゃのかってでしょ」）で本編での苦難とは似て異なるコミカルな苦難に遭ったりすることもある。なお、舞夜曰く第4巻巻末では第3巻本編での結衣が読者から大人気を得たのに対し、舞夜への人気は（巻末でも身体を張ったのに）「反応ゼロ」だったそうである。